# إحياء العمارة الروسية

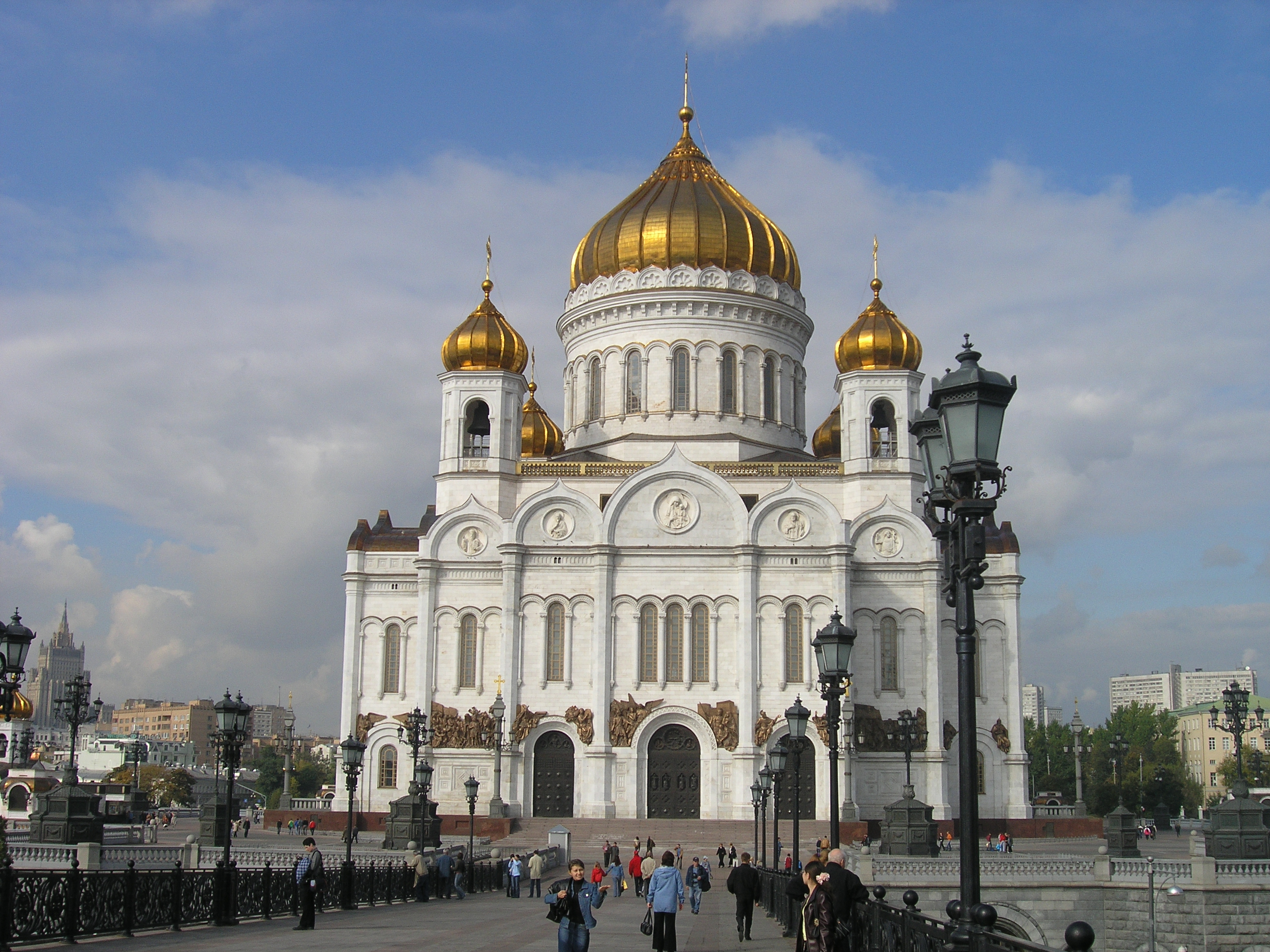
كاتدرائية المسيح المخلص في موسكو (1860). وهي من الأمثلة الكبرى على إحياء الطراز المعماري الروسي.

الطراز الإحيائي المعماري الروسي أو الطراز الروسي البيزنطي (بالروسية: Русская архитектура Возрождение ؛ بالإنجليزية: Russian Revival architecture) هو مصطلح عام يشير إلى عدد من الحركات المعمارية المختلفة ضمن العمارة الروسية، والتي نشأت في الربع الثاني من القرن التاسع عشر. كان هذا الطراز يعتمد على خلط انتقائي من العمارة الروسية ما قبل بطرس الأكبر، ومن عناصر العمارة البيزنطية.

نشأ نمط الإحياء الروسي في إطار الاهتمام المتجدد في العمارة الوطنية، والذي تطور في أوروبا في القرن التاسع عشر. وتجدر الإشارة إلى أن نمط الإحياء الروسي غالبًا ما يُطلق عليه صفات خاطئة، كالعمارة الروسية القديمة، بالرغم من أن رواد هذا الطراز لم يعيدوا إنتاج عناصر معمارية قديمة وتقليدية في تصميماتهم.

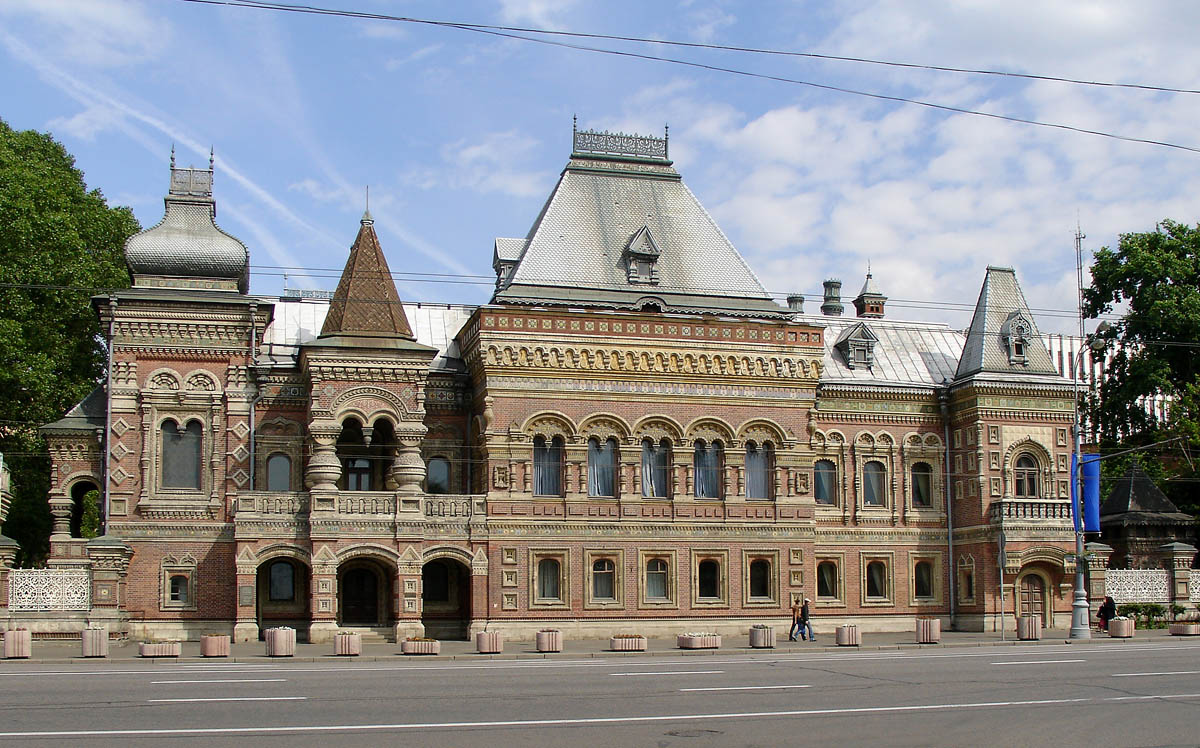
مبنى إيغومنوف، وهو أحد مباني السفارة الفرنسية في موسكو.

## خلفية ثقافية

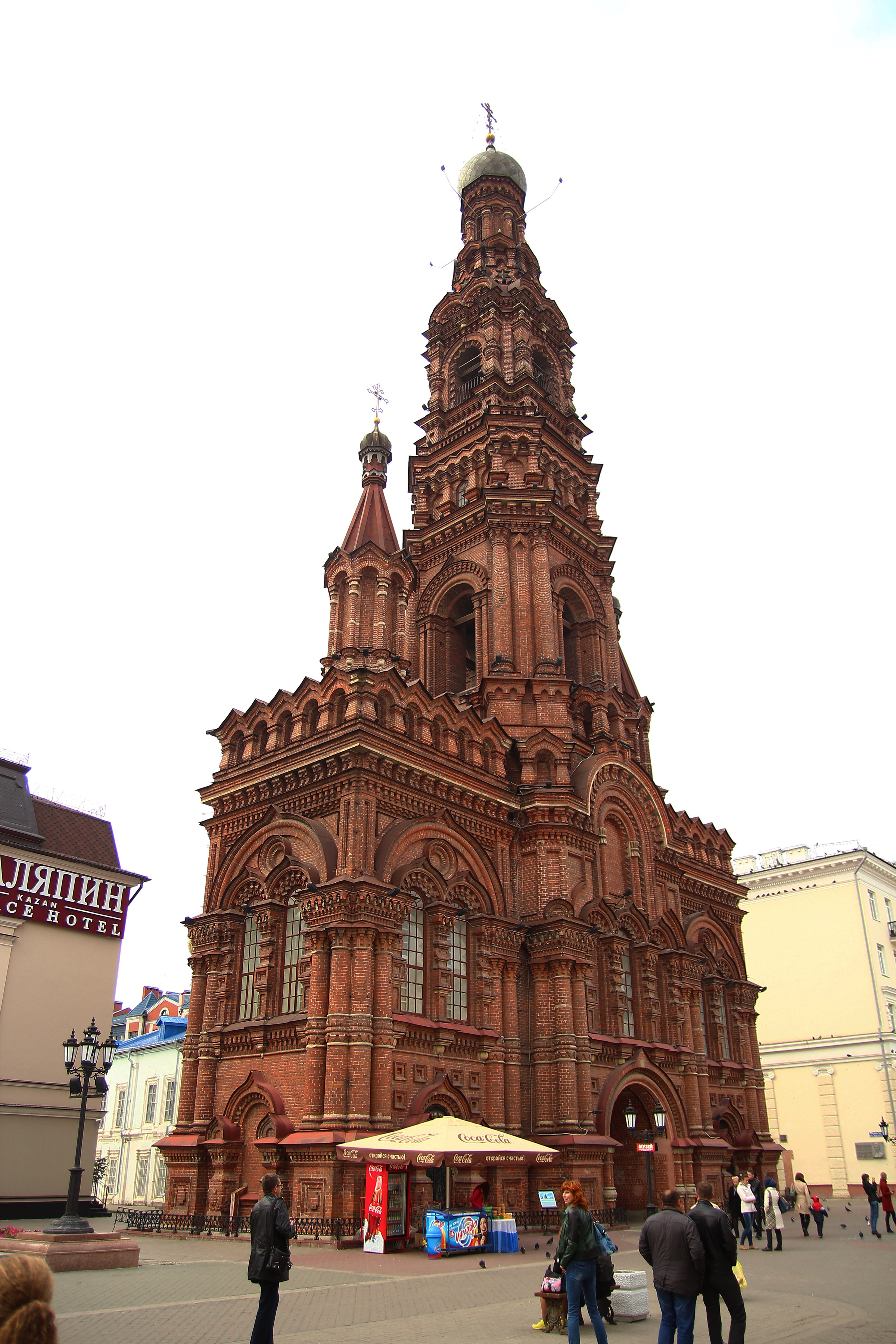
برج الأجراس لإيفان الأكبر: رمز إحياء العمارة الروسية في قلب الكرملين

مثل الإحياء الرومانسي في أوروبا الغربية، كان الإحياء الروسي مستوحى من اهتمام العلماء بالآثار التاريخية للأمة. والتاريخانية صدى مع القومية الشعبية والقومية السلافية في تلك الفترة. كان أول حساب مصور للعمارة الروسية هو مشروع أناتولي نيكولايفيتش ديميدوف، الأمير الأول لسان دوناتو والرسام الفرنسي أندريه دوراند، تم نشر سجل جولتهم في روسيا عام 1839 في باريس في أربعينيات القرن التاسع عشر باسم رحلة ذات المناظر الخلابة والأثرية إلى روسيا. تخون المطبوعات الحجرية لدوراند حساسية الأجنبي تجاه الاختلاف الظاهري للعمارة الروسية، حيث تعرض بعض الميزات المشوهة بشكل غريب، وبينما هي، بشكل عام، تمثيلات دقيقة إلى حد ما، فإن الأوراق التي أنتجها تنتمي إلى النوع الأدبي لأدب السفر بدلاً من البحث التاريخي.
بدأت محاولة تمييز التسلسل الزمني للمبنى الروسي وتطوره بجدية مع إيفان سنيجيريف وروسكايا ستارينا ضد بامياتنيكخ تسيركوفناغو إي غراتشانسكاغو زودشيستفا (موسكو، 1851). اهتمت الدولة بهذا المسعى من خلال رعاية سلسلة من الأوراق المنشورة باسم دريفنوستي روسيسكاغو غوسودافستفا (موسكو 1849-1853، المجلد 6) تصور الآثار والأعمال الفنية الزخرفية. بحلول هذا الوقت، أجرت جمعية موسكو الأثرية بحثًا حول هذا الموضوع، وجعلته رسميًا كمجال للدراسة. تم إنشاء سلسلة من المؤتمرات التي تعقد كل ثلاث سنوات من عام 1869 إلى عام 1915، وتضمنت تقاريرها دراسات حول الهندسة المعمارية لفترات روس كييف وأوائل موسكو. ربما كان أهم إنجاز للجمعية هو نشر كوميسي بو سوخرانينيو دريفنيه بامياتنيكوف في 6 مجلدات بين عامي 1907 و 1915. كما كلفت أكاديمية سانت بطرسبرغ للفنون الجميلة بإجراء بحث من VV سوسلوف في شكل عملين متعددي المجلدات بامياتنيكي دريفنياغو روسكاغو زودشستفا (1895–1901، 7 vol.) وبامياتنيكي دريفني-روسكاغو إسكوسستفا (1908–1912، 4 vol.). مع تطبيق المبادئ التاريخية الوضعية، تم ترسيخ التسلسل الزمني للعمارة الروسية بقوة بحلول وقت نشر هذا المسح النهائي المكون من 6 مجلدات للفن الروسي إيستورياروسكوغو اسكوستفا (1909-1917)، الذي حرره إيغور غرابار، وظهر النهائي حجم، ومع ذلك، توقف بسبب الثورة.

## تطوير

### 1825-1850

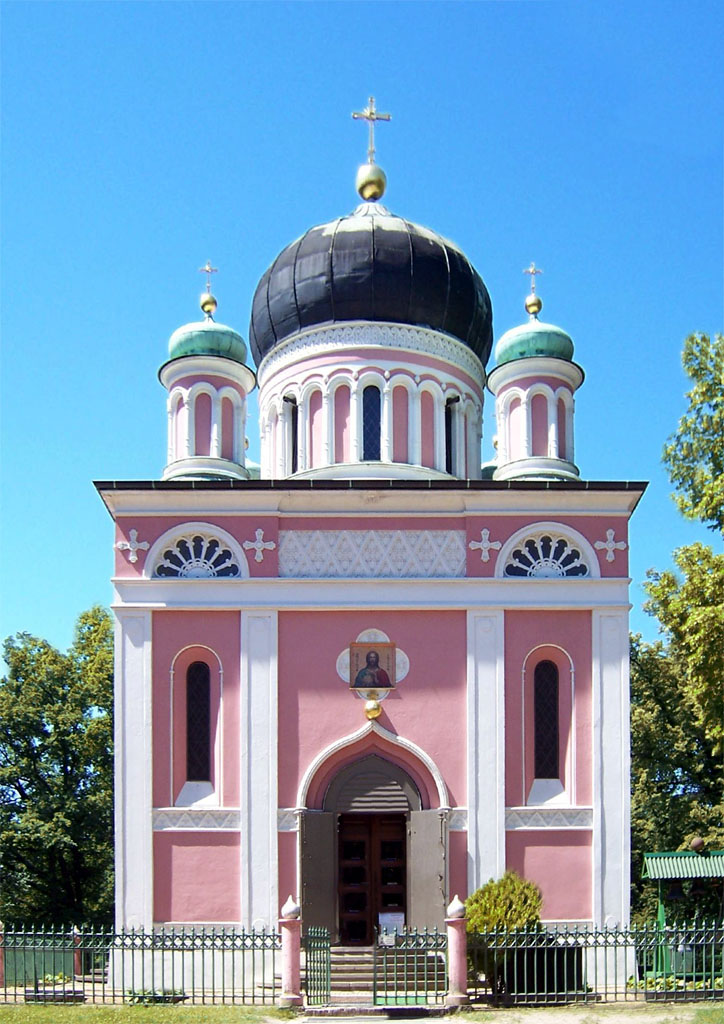
أقدم بيان للإحياء الروسي، 1826 كنيسة ألكسندر نيفسكي التذكارية في بوتسدام

أول مثال موجود للإحياء البيزنطي في العمارة الروسية والمثال الأول الذي تم بناؤه على الإطلاق في بوتسدام، ألمانيا، كنيسة ألكسندر نيفسكي التذكارية ذات القباب الخمسة بقلم فاسيلي ستاسوف (باني كاتدرائية الثالوث الكلاسيكية الجديدة، سانت بطرسبرغ، والد الناقد فلاديمير ستاسوف). في العام التالي، أكمل ستاسوف كنيسة الأعشار الأكبر ذات القباب الخمسة في كييف.
تم تنفيذ الفكرة الروسية البيزنطية من قبل قسطنطين ثون بموافقة حازمة من قبل نيكولاس الأول. جسد أسلوب ثون فكرة الاستمرارية بين بيزنطة وروسيا، متطابقة تمامًا مع أيديولوجية نيكولاس الأول. تتميز العمارة الروسية البيزنطية بخلط طرق التكوين والأقواس المقببة للعمارة البيزنطية مع الزخارف الخارجية الروسية القديمة، وقد تم إدراكها بوضوح في «مشاريع ثون النموذجية». في عام 1838، أشار نيكولاس الأول إلى كتاب ثون لتصميمات النماذج لجميع المهندسين المعماريين؛ تم اتباع المزيد من الإنفاذ في عامي 1841 و 1844. كانت المباني التي صممها ثون أو بناءً على تصميمات ثون هي كاتدرائية المسيح المخلص وقصر الكرملين الكبير ومستودع الكرملين في موسكو، وكذلك الكاتدرائيات في سوومنلينا وييليتس وتومسك وروستوف على نهر الدون وكراسنويارسك.
في الواقع، كان التطبيق الرسمي للعمارة البيزنطية محدودًا للغاية: فهو ينطبق فقط على بناء الكنائس الجديدة، وبدرجة أقل، على القصور الملكية. استمر البناء الخاص والعام بشكل مستقل. تفتقر المباني العامة الخاصة في ثون، مثل محطة عصر النهضة الزائفة نيكولايفسكي، إلى أي ميزات بيزنطية. تكشف نظرة فاحصة على الكنائس التي شُيدت في عهد نيكولاس عن العديد من المباني الكلاسيكية الجديدة من الدرجة الأولى، مثل كاتدرائية إلوخوفو في موسكو (1837-1845) بواسطة يفغراف تيورين. لم يكن الفن البيزنطي الرسمي مطلقًا في عهد نيكولاس. إنه نادر في أيامنا هذه، حيث كانت الكنائس البيزنطية، التي أعلن البلاشفة «عديمة القيمة»، أول الكنائس التي هُدمت في الحقبة السوفيتية.

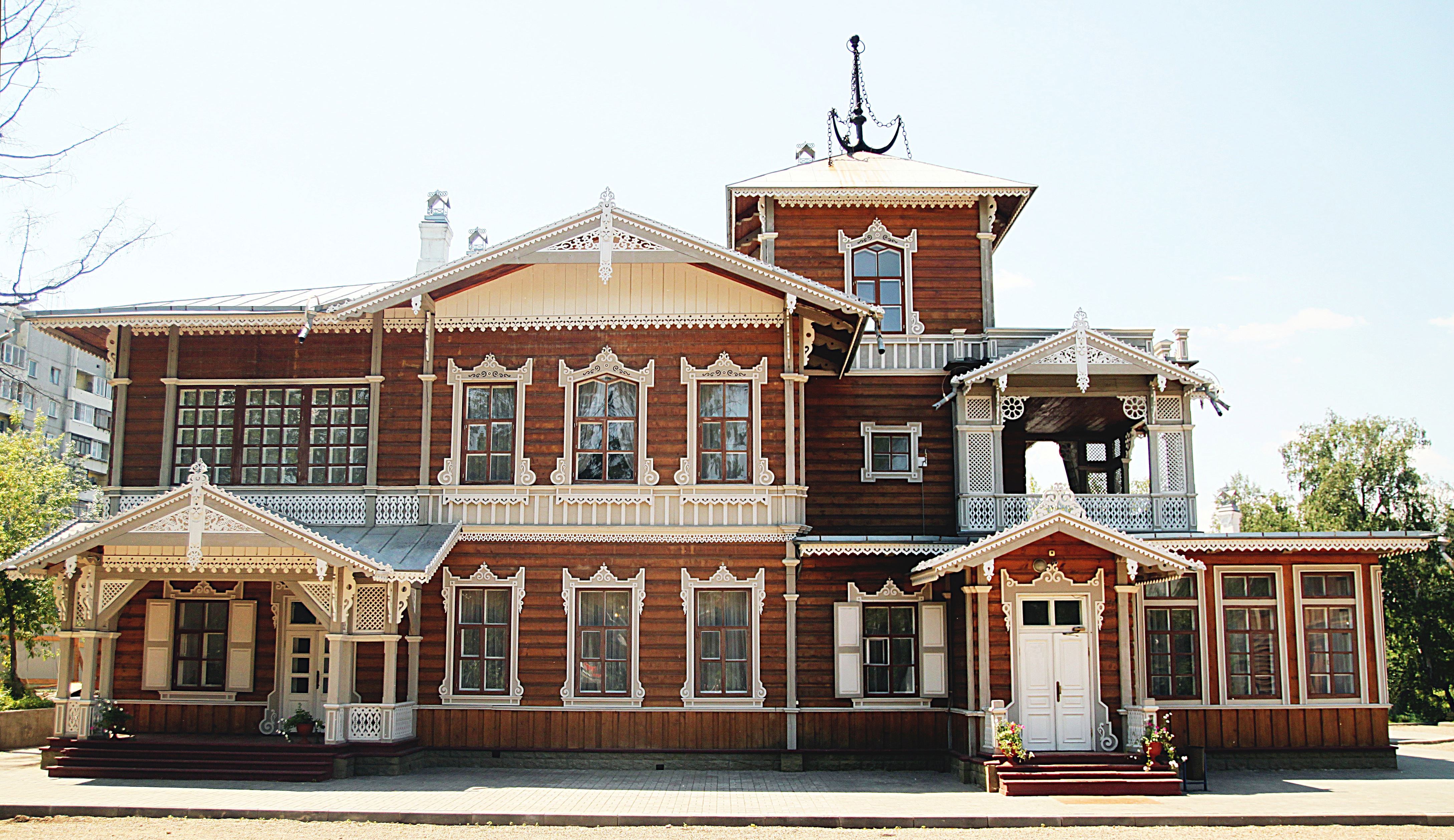
كوخ سوكاتشيف، إيركوتسك

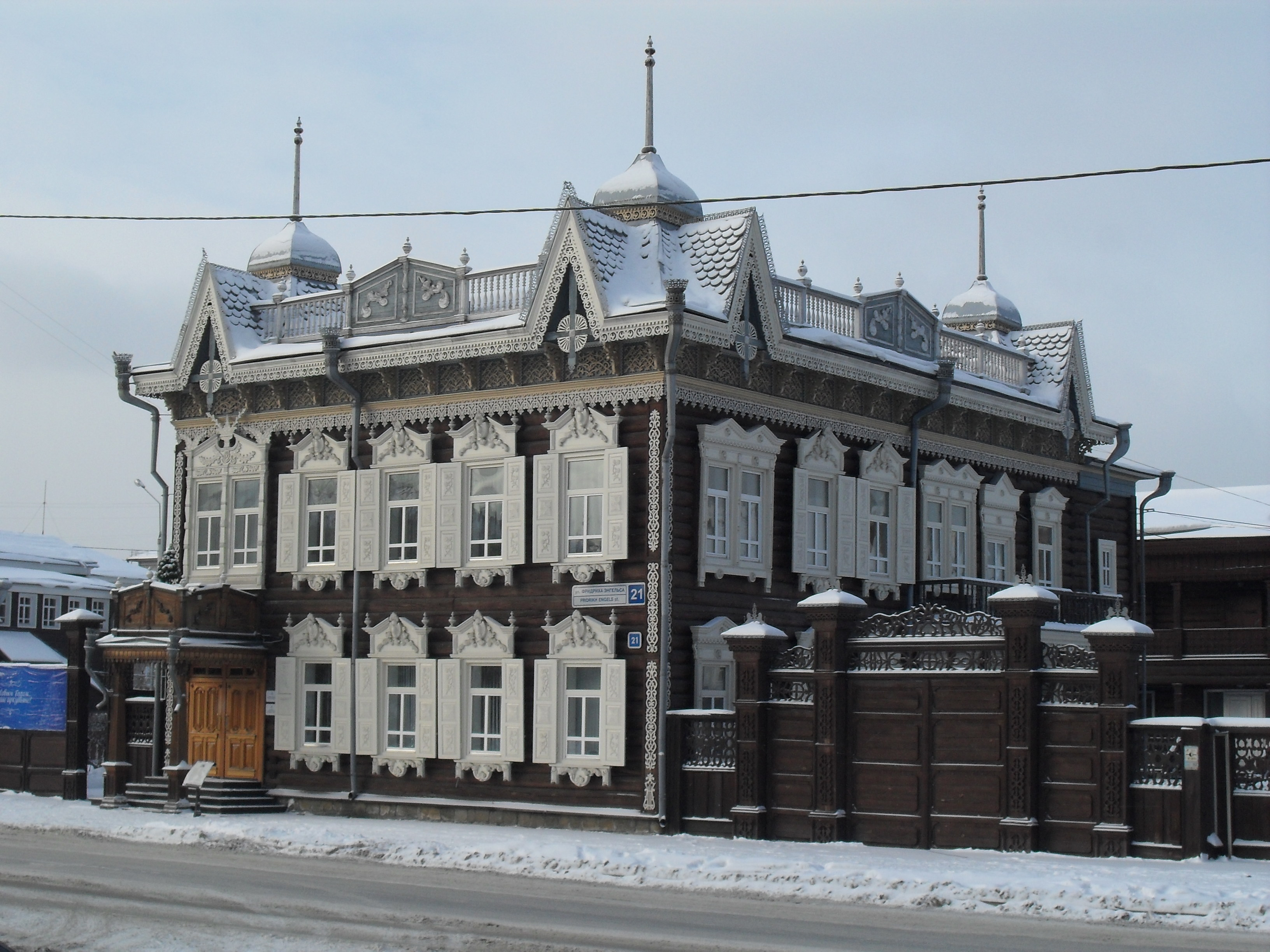
ليس هاوس، إيركوتسك

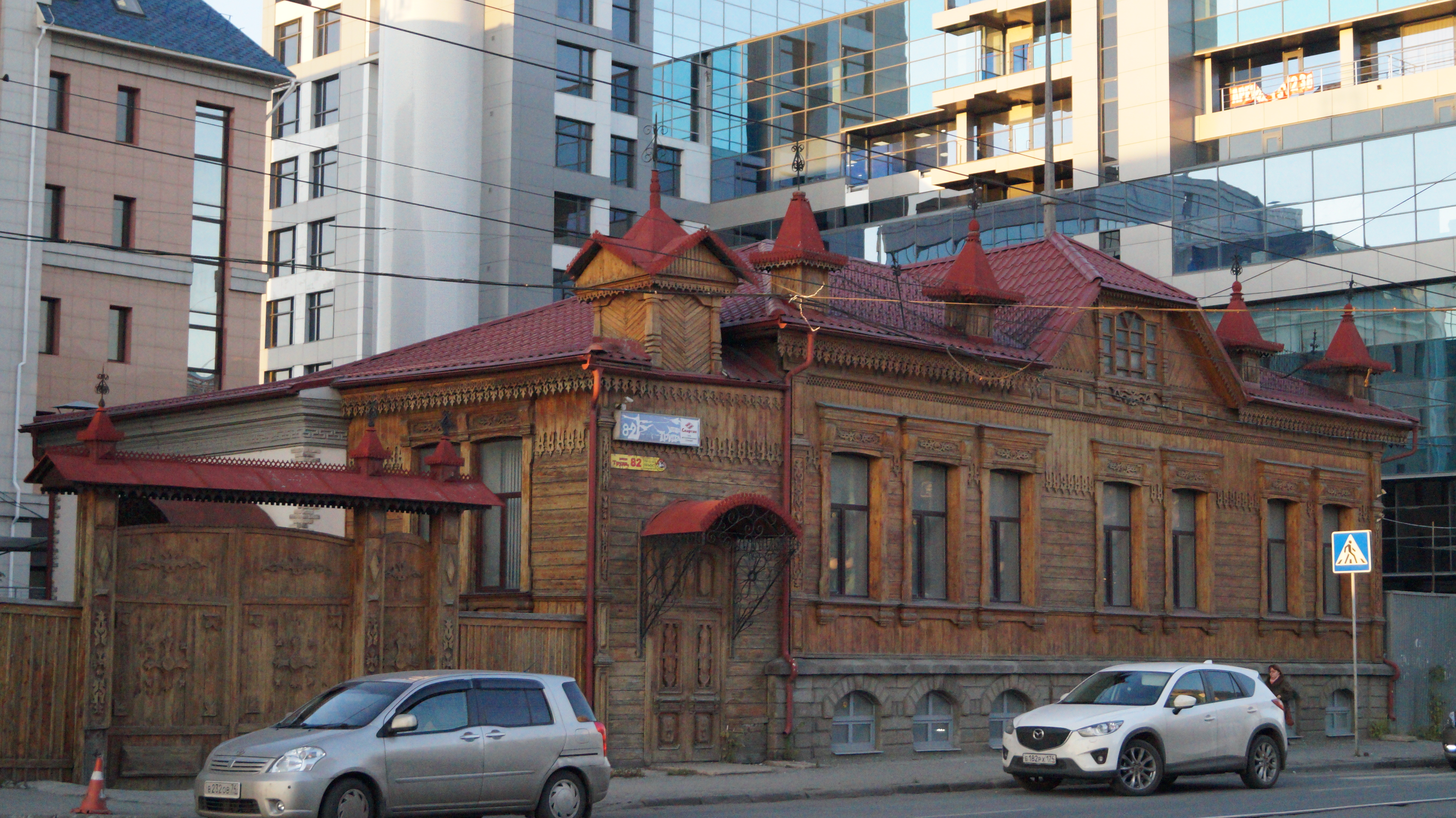
ستيبانوف بروس. كوخ، تشيليابينسك

### 1850s
الاتجاه الآخر الذي اتخذه أسلوب الإحياء الروسي كان رد فعل ضد فن ثون الرسمي، متأثرًا بالرومانسية والسلافوفيلية والدراسات التفصيلية للعمارة العامية. كان أليكسي جورنوستيف (في سنواته الأخيرة، 1848-1862) رائد هذا الاتجاه في تصميم الكنيسة، وقد اشتهر بإعادة ابتكار شكل سقف الخيام الروسي الشمالي المعزز بهيكل قبو رومانسكي وعصر النهضة. من الأمثلة المبكرة الباقية في العمارة المدنية كوخ بوجودينسكايا [الروسية] في ديفيشي بول، موسكو، بقلم نيكولاي نيكيتين (1856).

### بعد عام 1861

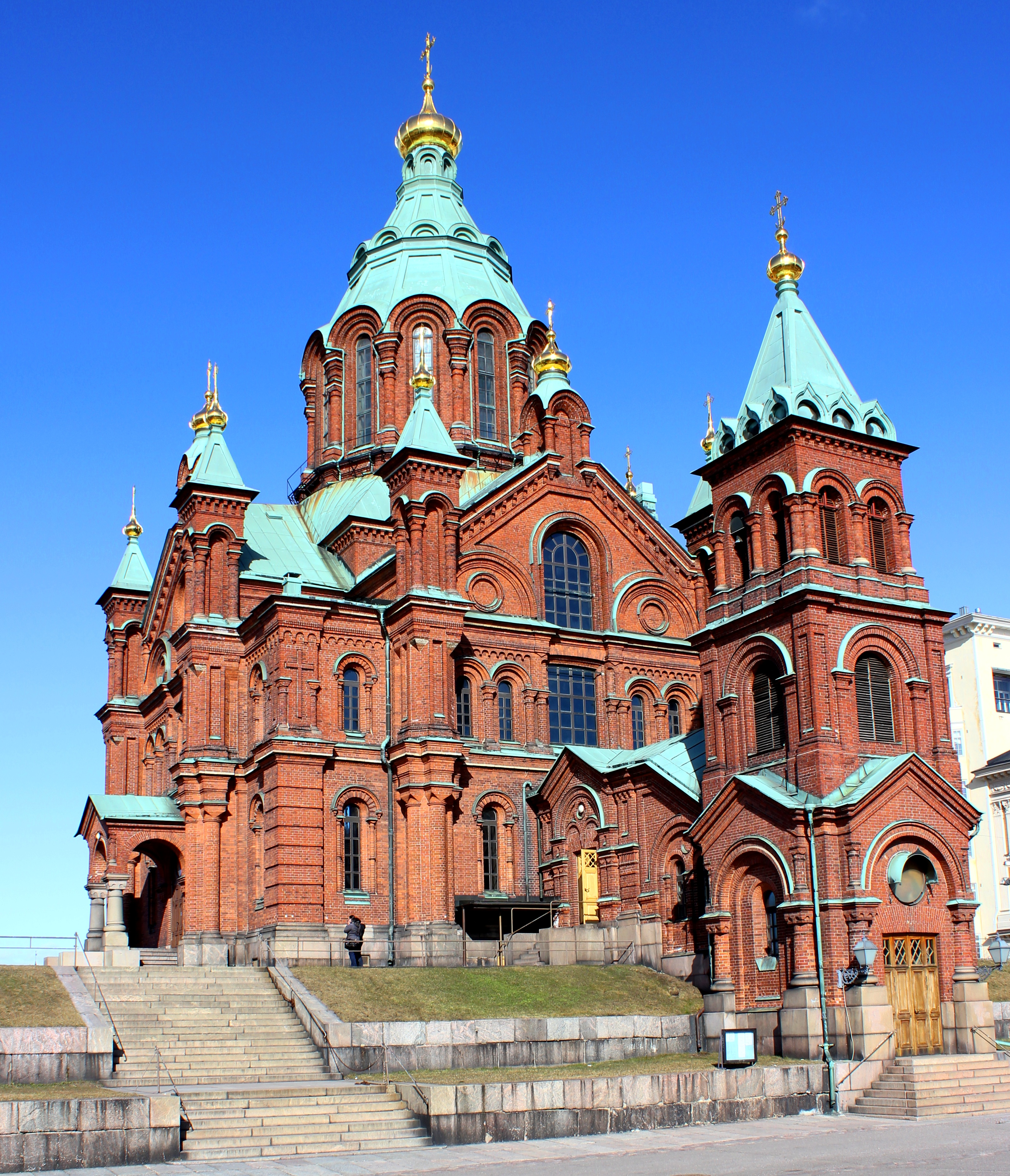
كاتدرائية أوسبنسكي في هلسنكي، فنلندا

دفع إصلاح التحرر عام 1861 والإصلاحات اللاحقة للإسكندر الثاني النخبة الليبرالية إلى استكشاف جذور الثقافة الوطنية. كانت النتيجة الأولى لهذه الدراسات في الهندسة المعمارية ولادة أسلوب «شعبي» أو نمط روسي زائف، تجسد في أعمال إيفان روبيت (تيرم في أبرامتسيفو، 1873) وفيكتور هارتمان (دار طباعة مامونتوف، 1872) في سبعينيات القرن التاسع عشر. قام هؤلاء الفنانون، بالتحالف مع الحركة النارودنية، بإضفاء الطابع المثالي على حياة الفلاحين وخلقوا رؤيتهم الخاصة للعمارة «العامية». كان هناك عامل آخر وهو رفض الانتقائية الغربية التي هيمنت على البناء المدني في خمسينيات وستينيات القرن التاسع عشر، وهو رد فعل ضد «الغرب المنحل»، الذي قاده الناقد المؤثر فلاديمير ستاسوف.
أعلن إيفان زابلين، أحد منظري الحركة، أن «خورومي الروسي، الذي نشأ بشكل طبيعي من كبائن خشبية للفلاحين، احتفظ بروح الفوضى الجميلة. جمال المبنى ليس في أبعادها، ولكن على العكس من ذلك، في الفرق والاستقلال أجزائه»(«احتفظت القصور الروسية، التي نمت عضوياً من أقفاص الفلاحين، بشكل طبيعي بمظهر اضطراب جميل في تكوينها. وفقًا لمفاهيم العصور القديمة، لم يكن الجمال الأول للمبنى في مراسلات الأجزاء، بل على العكس من ذلك في الأصالة وتنوعها واستقلالها»). نتيجة لذلك، ركز «روبتوفشينا»، كما وصف أعداء تكالب أسلوبه، على اكتناز قطع زاهية ولكن غير متطابقة من العمارة العامية، ولا سيما الأسقف عالية النبرة، والأسقف البرميلية والزخرفة الخشبية. كان الخشب هو المادة المفضلة، حيث لا يمكن بناء العديد من الأوهام فعليًا في البناء. كان هذا جيدًا وسيئًا لـ «دوبيتوفشينا». سيئة، لأن الهياكل الخشبية، خاصة تلك ذات الأشكال غير التقليدية، لم تكن قابلة للتطوير ولديها عمر قصير جدًا. عدد قليل جدا على قيد الحياة حتى الآن. جيد، لأن سرعة البناء والمظهر غير التقليدي كانا متطابقين تمامًا مع أجنحة العرض وأكشاك التتويج والمشاريع المماثلة قصيرة الأجل. استمر هذا الاتجاه في القرن العشرين (فيودور شيشتيل)  وعشرينيات القرن العشرين (إيليا جولوسوف).
لفترة قصيرة في ثمانينيات القرن التاسع عشر، نجحت نسخة أقل جذرية من الطراز الروسي الزائف، استنادًا إلى نسخ العمارة المبنية من الطوب في القرن السابع عشر، كالفن الرسمي الجديد تقريبًا. تم بناء هذه المباني، كقاعدة عامة، من الطوب أو الحجر الأبيض، مع تطبيق تكنولوجيا البناء الحديثة، وبدأت تزين بكثرة في تقاليد العمارة الشعبية الروسية. تتجلى العناصر المعمارية المميزة لهذا الوقت، مثل الأعمدة «ذات البطون»، والسقوف المنخفضة المقوسة، وفتحات النوافذ الضيقة، والسقوف ذات الخيام، واللوحات الجدارية ذات التصميمات الزهرية، واستخدام البلاط متعدد الألوان والتزوير الضخم، في كل من الخارج وفي الزخرفة الداخلية لهذه الهياكل. ومن الأمثلة النموذجية المتحف التاريخي (1875-1881، المهندس المعماري فلاديمير شيروود) الذي أكمل مجموعة الميدان الأحمر.

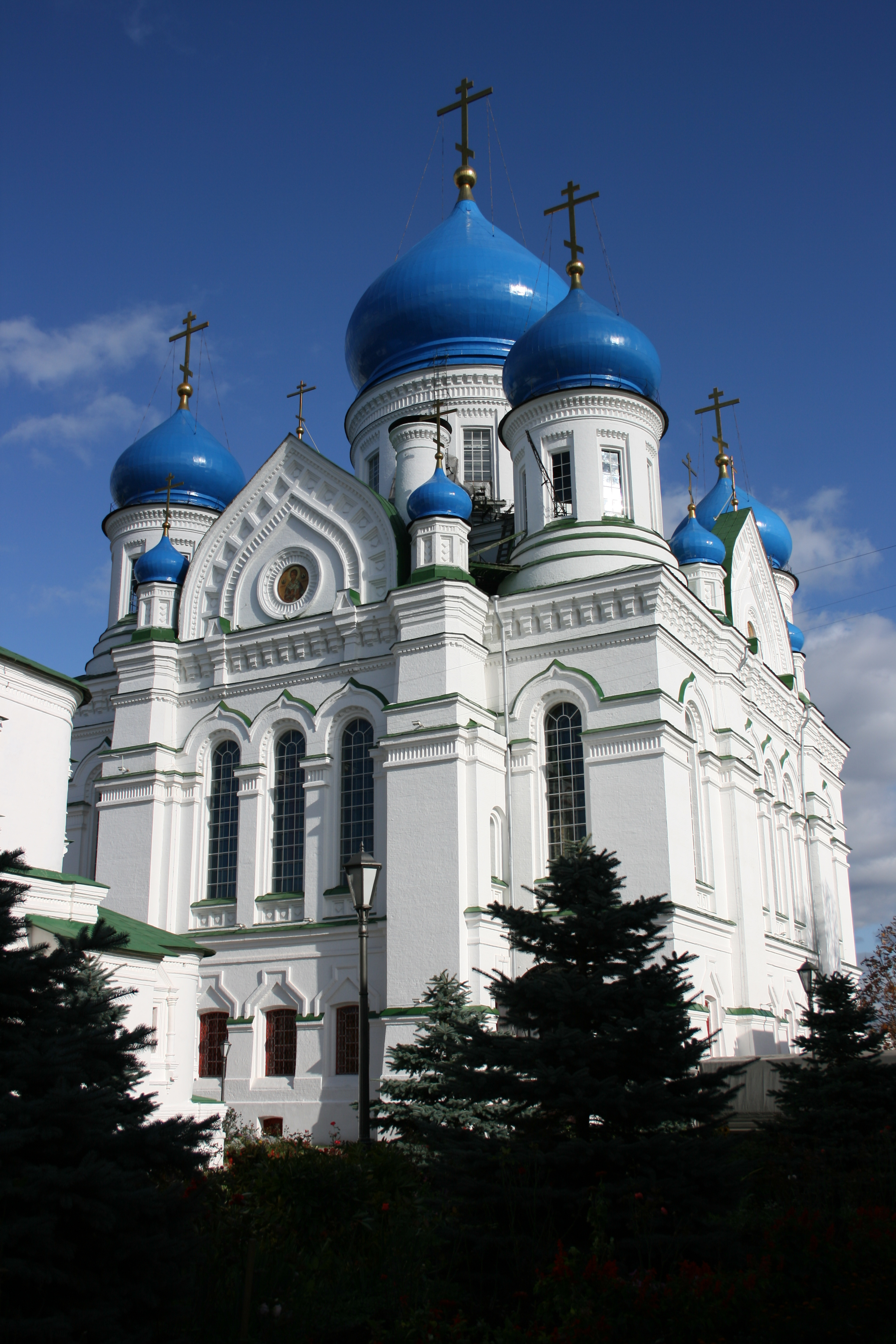
كاتدرائية سيدة إيفيرون، بيريفا (موسكو الآن)

### 1898-1917
في مطلع القرون، شهدت الكنيسة الأرثوذكسية الروسية اتجاهاً جديداً. بناء كاتدرائيات كبيرة بشكل غير عادي في ضواحي الطبقة العاملة في المدن الكبرى. تم إطلاق بعضها، مثل كاتدرائية دوروغوميلوفو أسنسيون (1898–1910)، المصنفة لعدد 10000 مصلي، في ضواحي ريفية هادئة زاد عدد سكانها بحلول وقت الانتهاء. يشرح المنظرون المسيحيون اختيار هذه المواقع النائية برغبة في توسيع نطاق وصول الكنيسة إلى الطبقة العاملة، والطبقة العاملة فقط، في الوقت الذي ابتعدت فيه الطبقات الأكثر ثراءً عنها. كانت العمارة البيزنطية خيارًا طبيعيًا لهذه المشاريع. لقد كان بيانًا واضحًا للجذور الوطنية، ضد البدع الأوروبية الحديثة. كانت أيضًا أرخص بكثير من الكاتدرائيات الكلاسيكية الجديدة، سواء من حيث التكاليف الأولية أو الصيانة اللاحقة. تم الانتهاء من أكبر الأمثلة من هذا النوع بعد الثورة الروسية عام 1905:
- كاتدرائية دوروجوميلوفو، موسكو، 1898-1910
- كاتدرائية سيدة إيفيرون في كاتدرائية دير نيكولو بيرفنسكي، بيرفا (موسكو الآن) 1904-1908
- كاتدرائية كرونستادت البحرية، 1908-1913

- مقبرة روجوزسكوي برج الجرس لفيودور جورنوستيف، 1908-1913
- كنيسة بالاكوفو لفيودور شيشتيل، 1909-1912
- محطة سكة حديد الإمبراطور في بلدة بوشكين، 1912
- كنيسة القديس نيكولاس التي رسمها بيلوروسكايا زاستافا في موسكو، 1914-1921

### صالة عرض

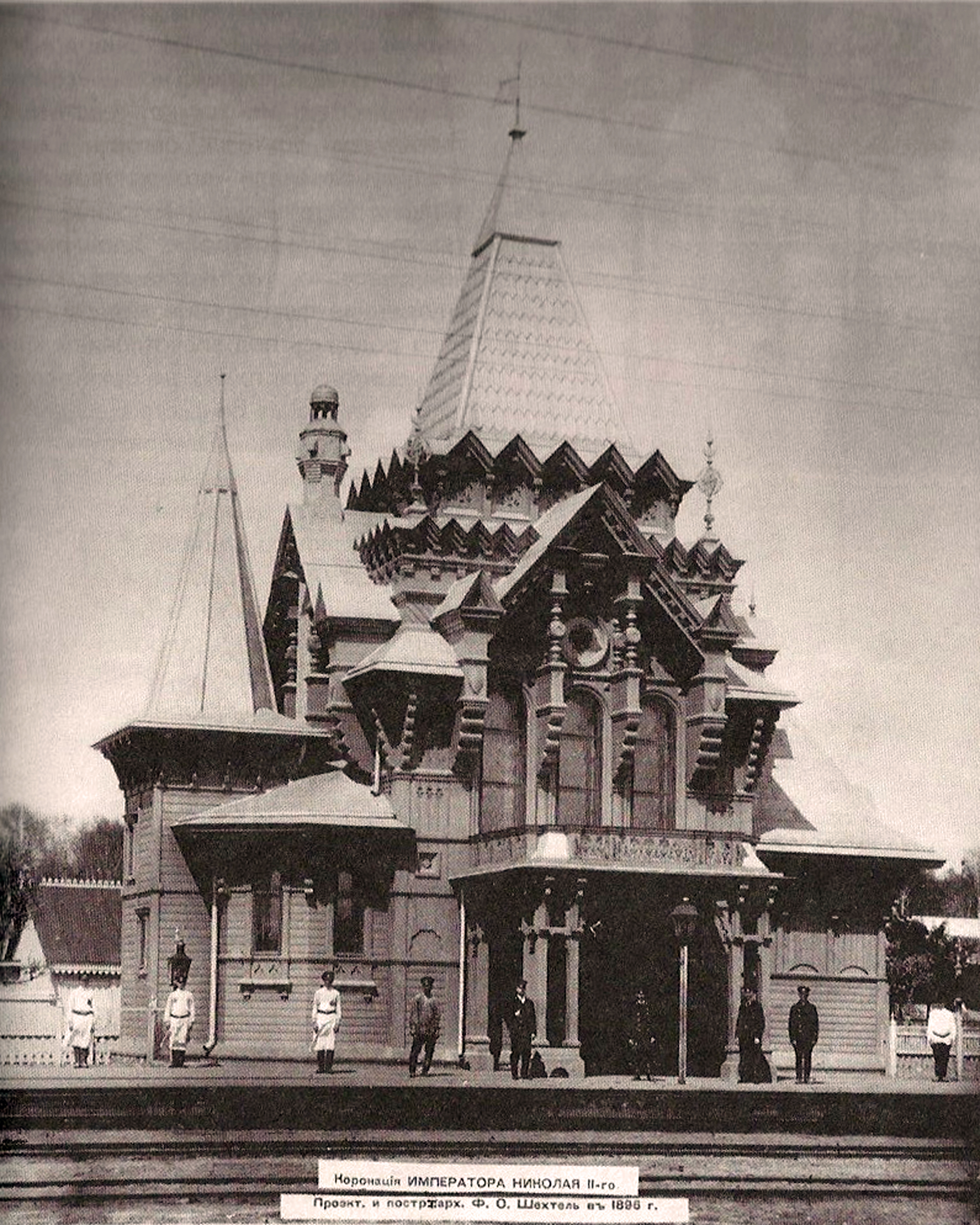
أودينتسوفو
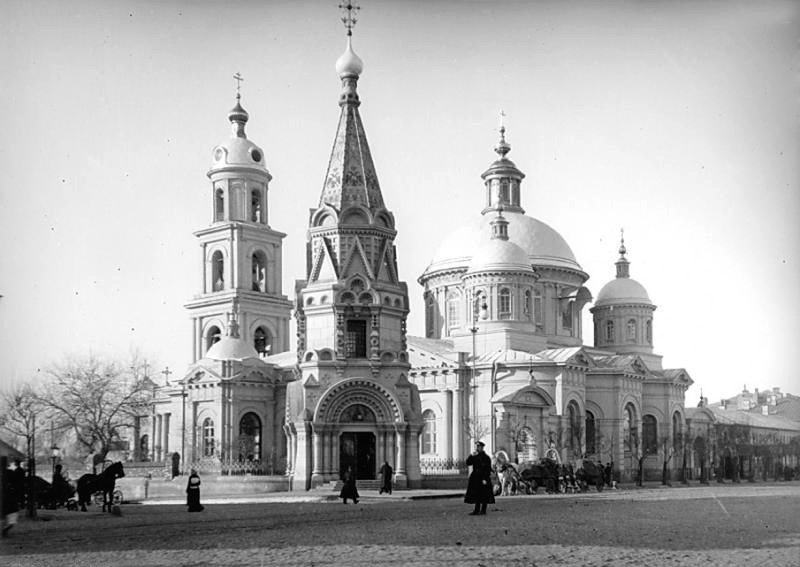
كنيسة القديس باسيل القيصرية
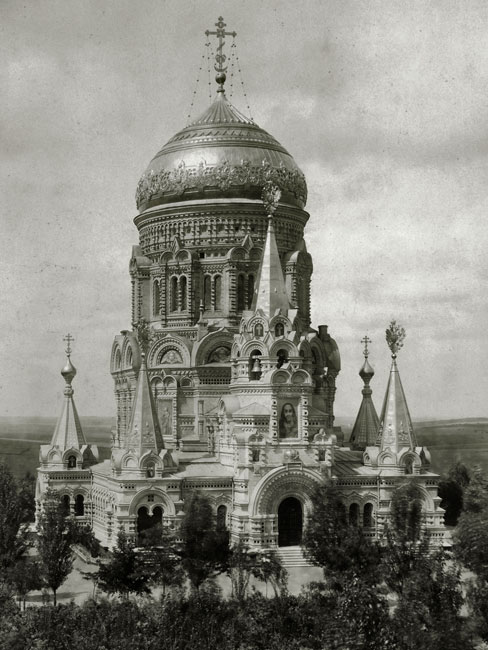
كاتدرائية المسيح المخلص في بوركي
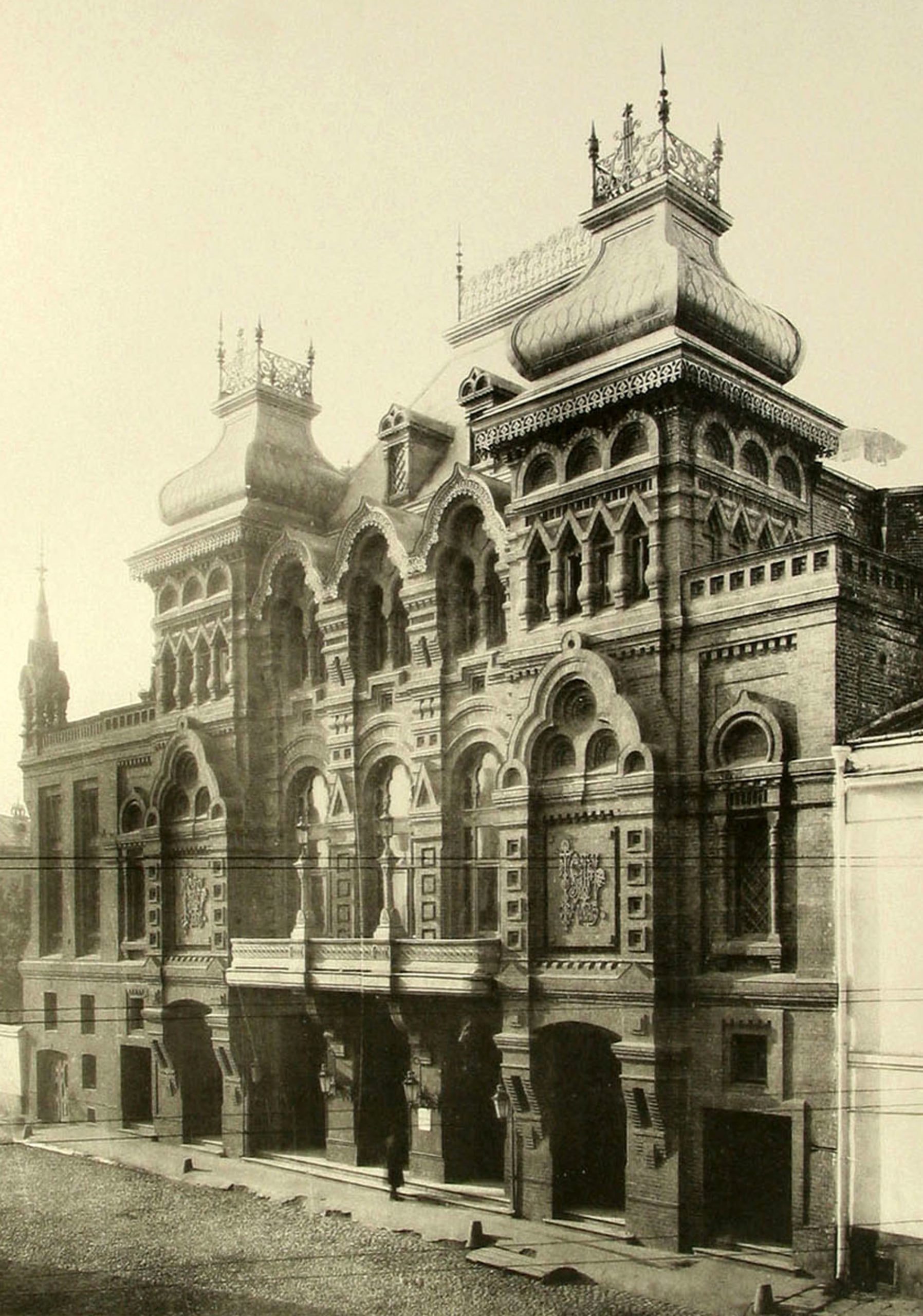
مسرح ماياكوفسكي  [لغات أخرى]‏
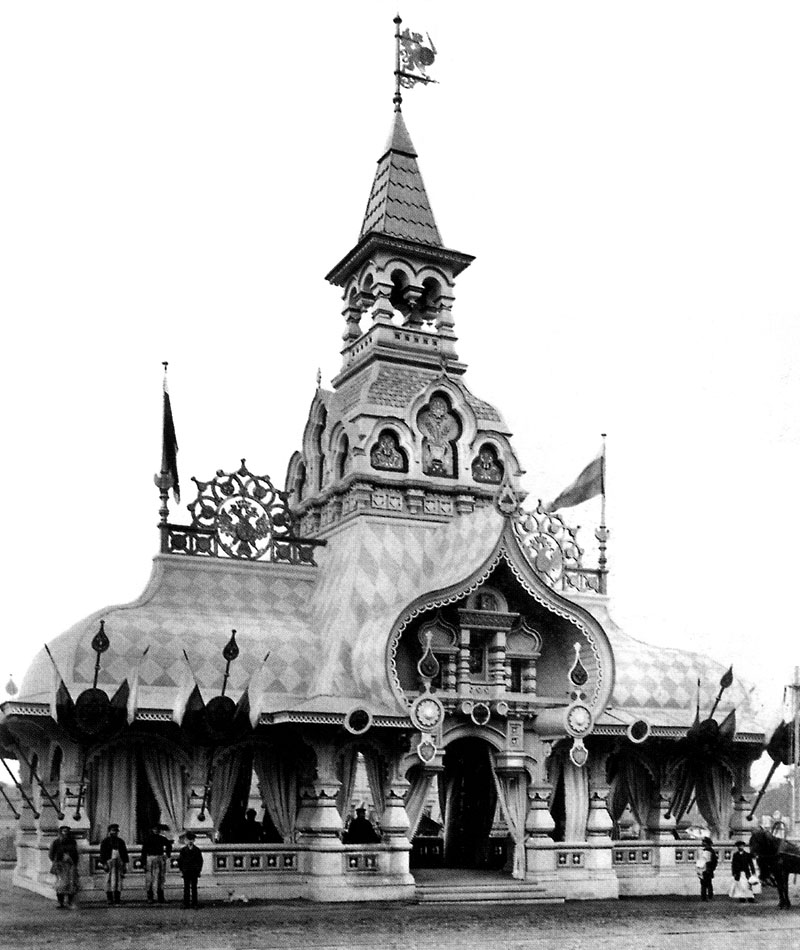
جناح في ميدان تريومفالنايا
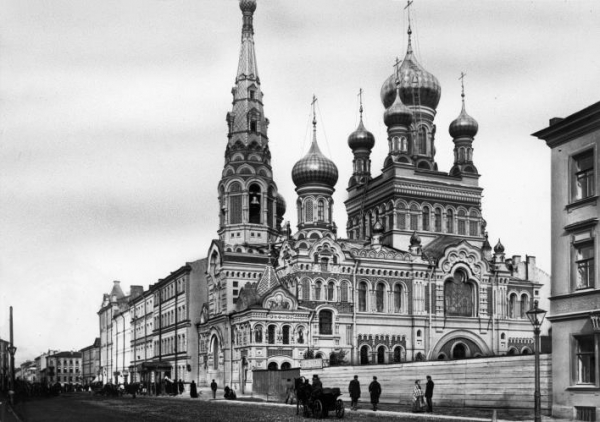
كنيسة بوكروف (ru)
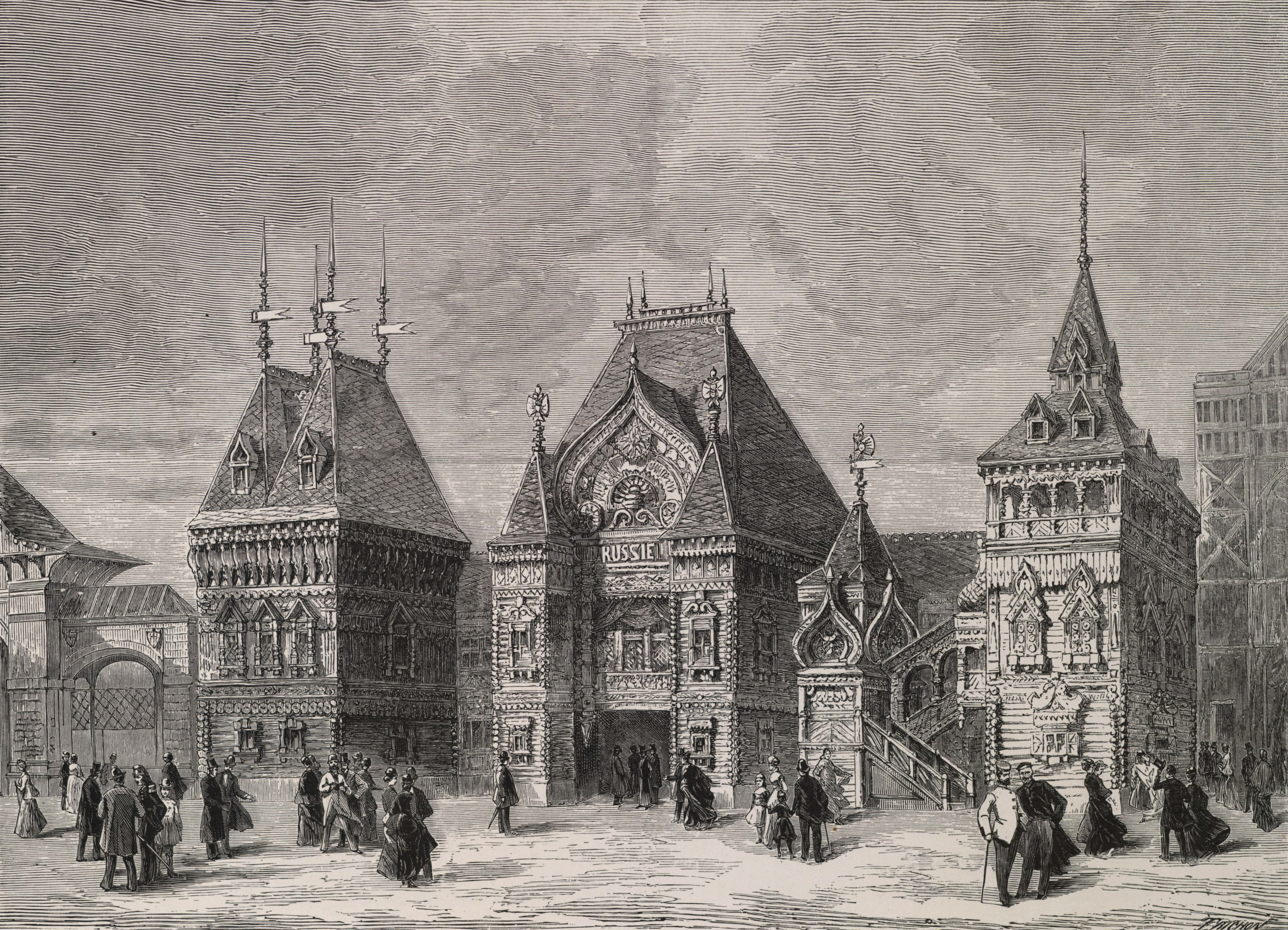
الجناح الروسي في المعرض العالمي (1878)  [لغات أخرى]‏
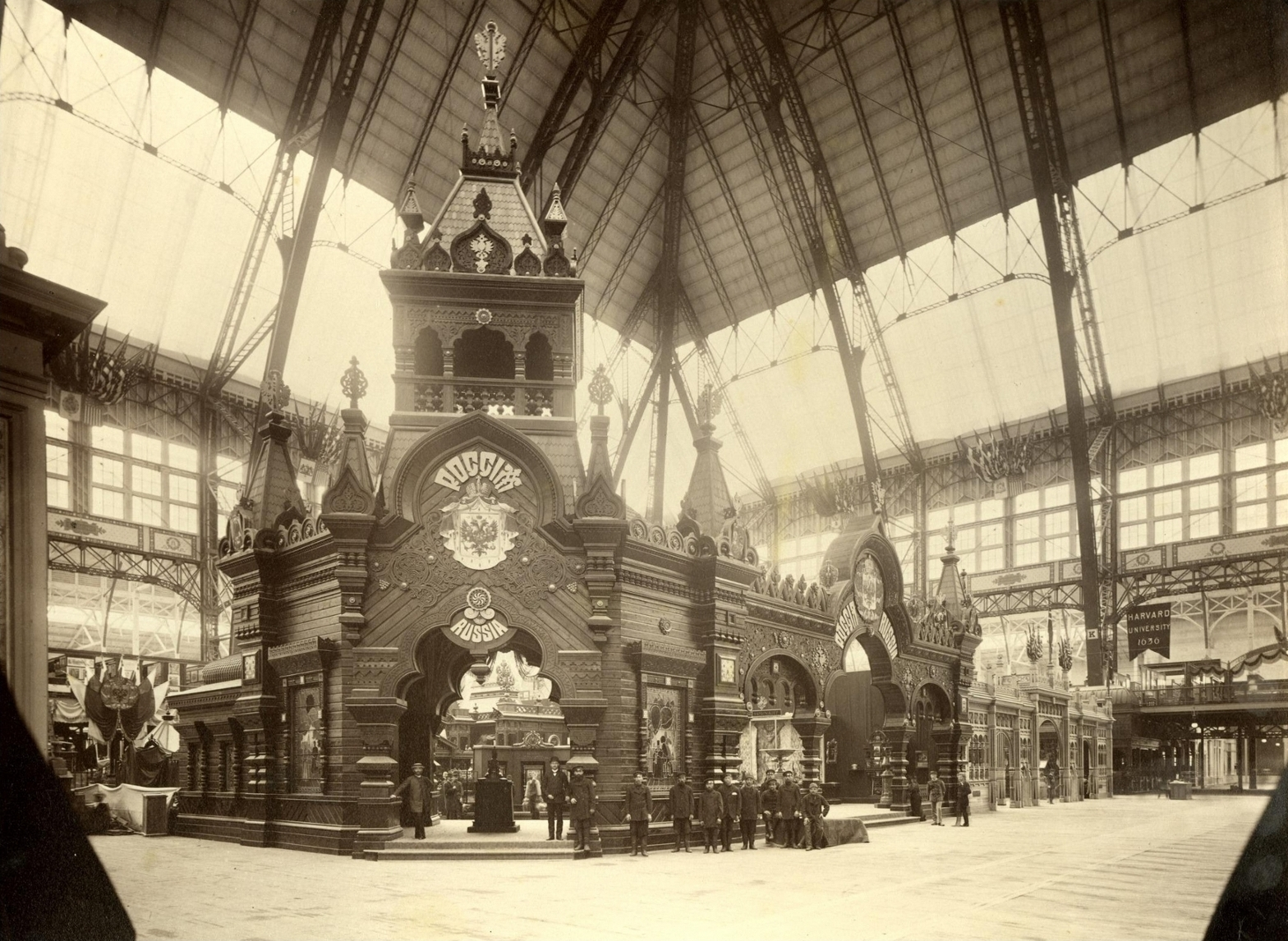
الجناح الروسي في المعرض الكولومبي العالمي (1893)
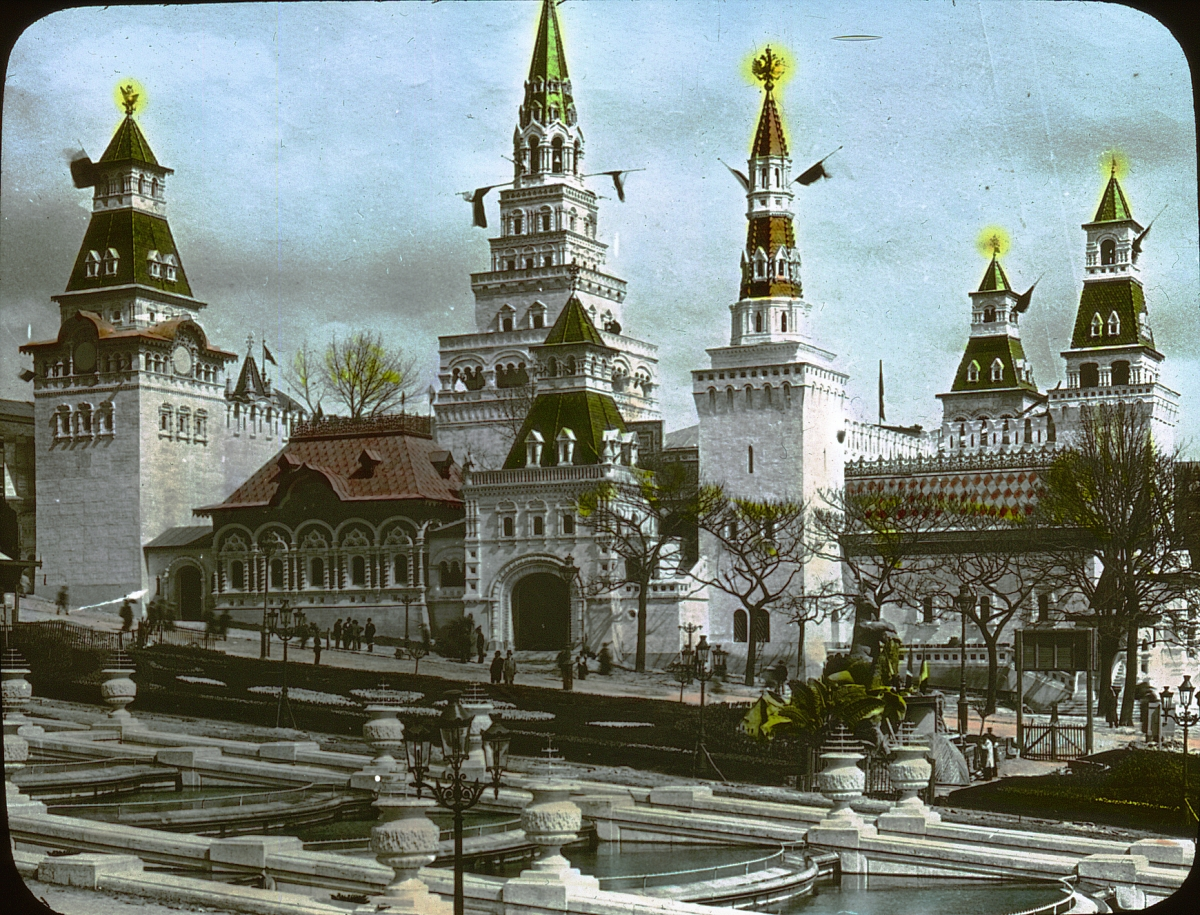
الجناح الروسي في المعرض العالمي (1900)
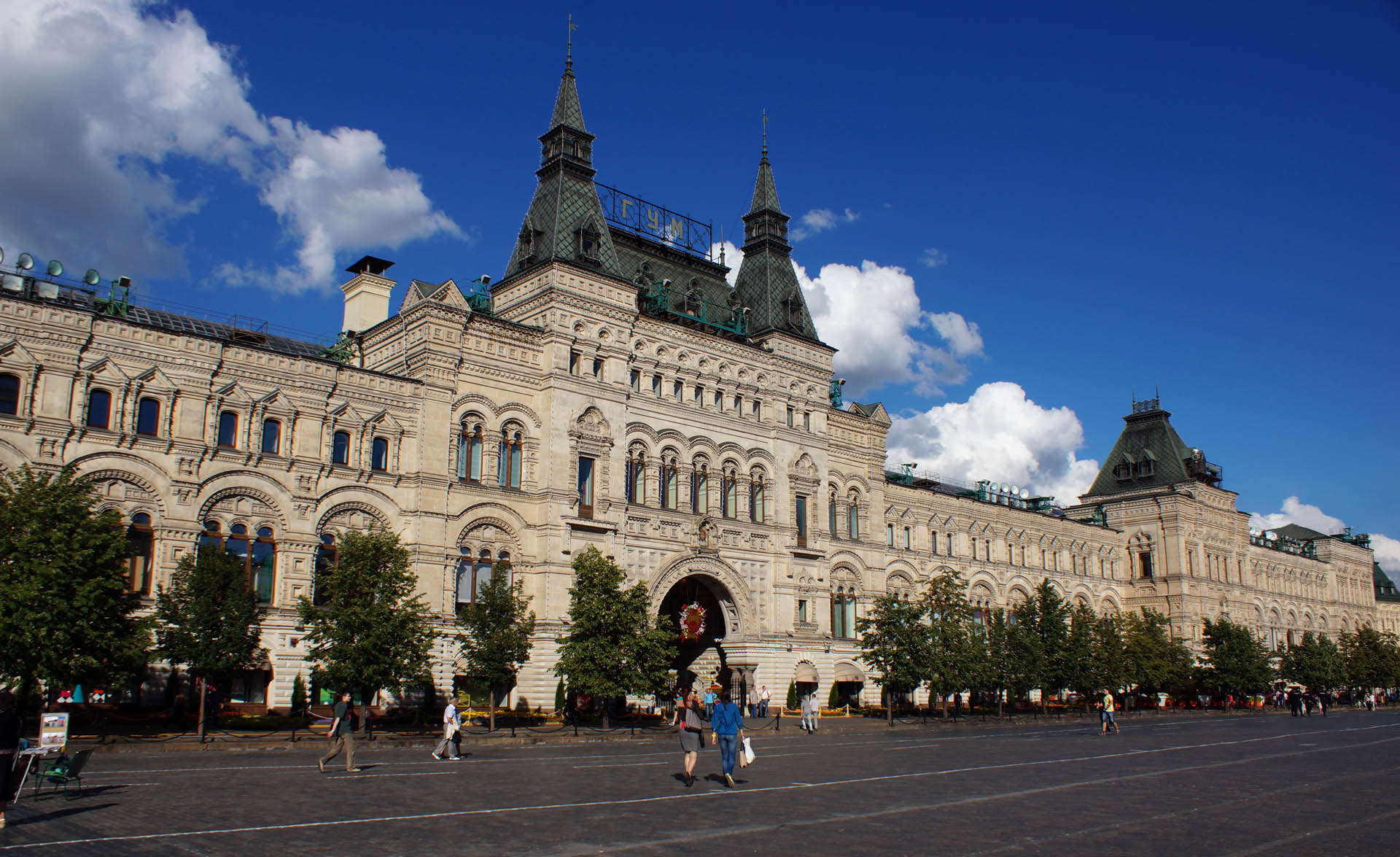
GUM (متجر متعدد الأقسام)
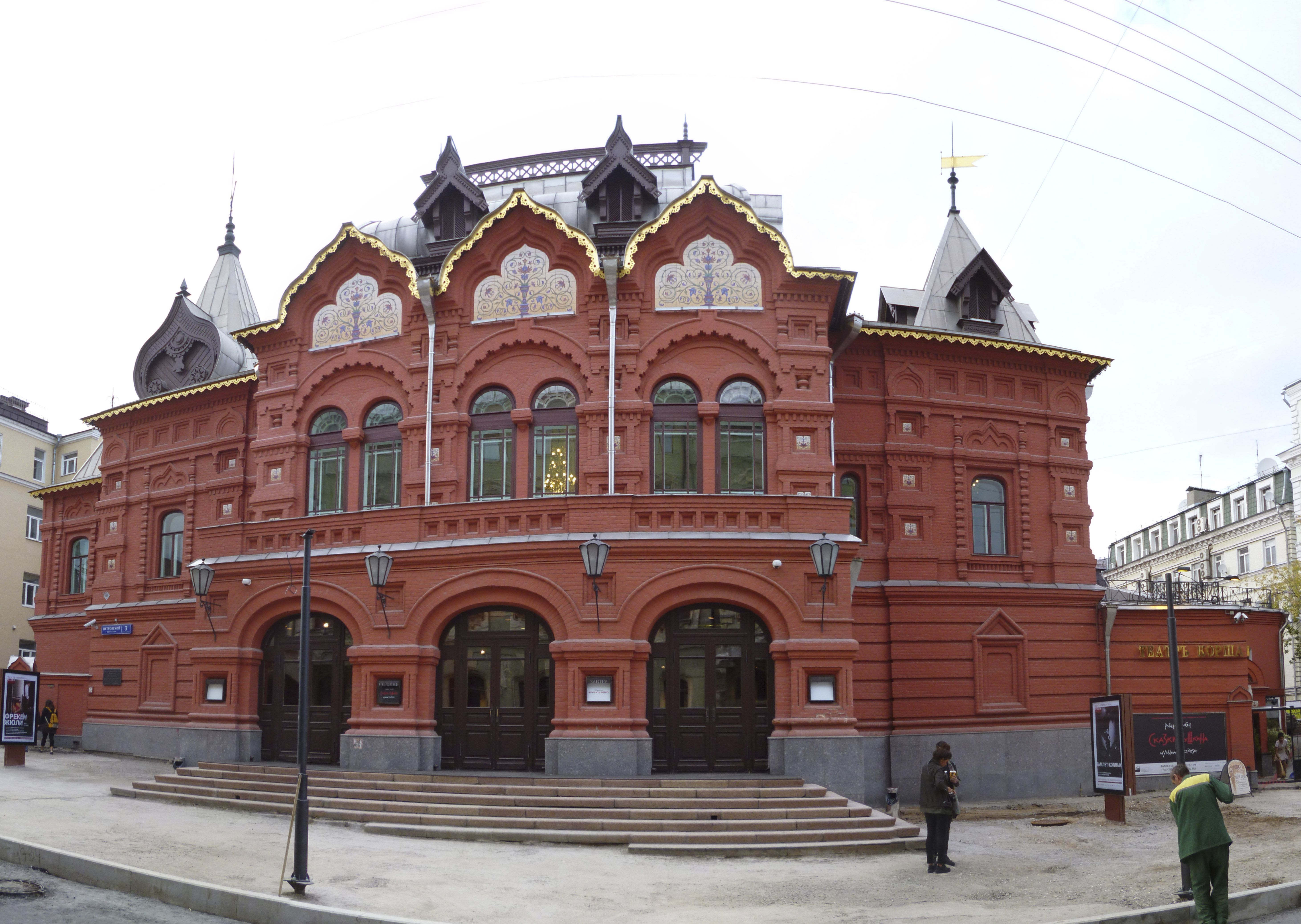
مسرح الامم  [لغات أخرى]‏
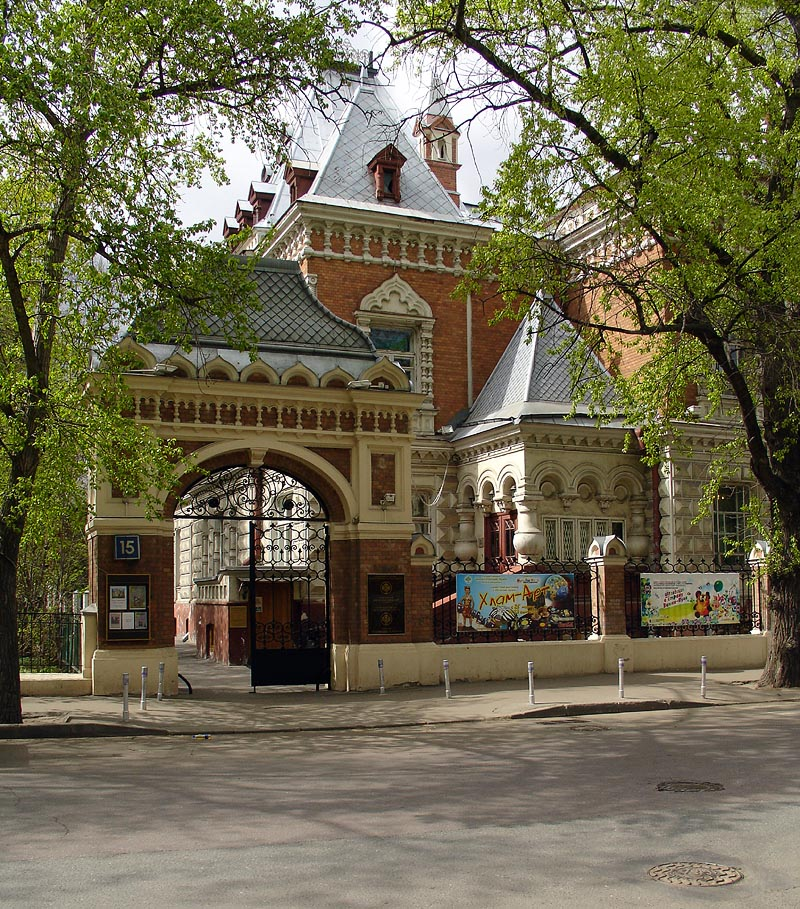
متحف تيميرازيف (ru)
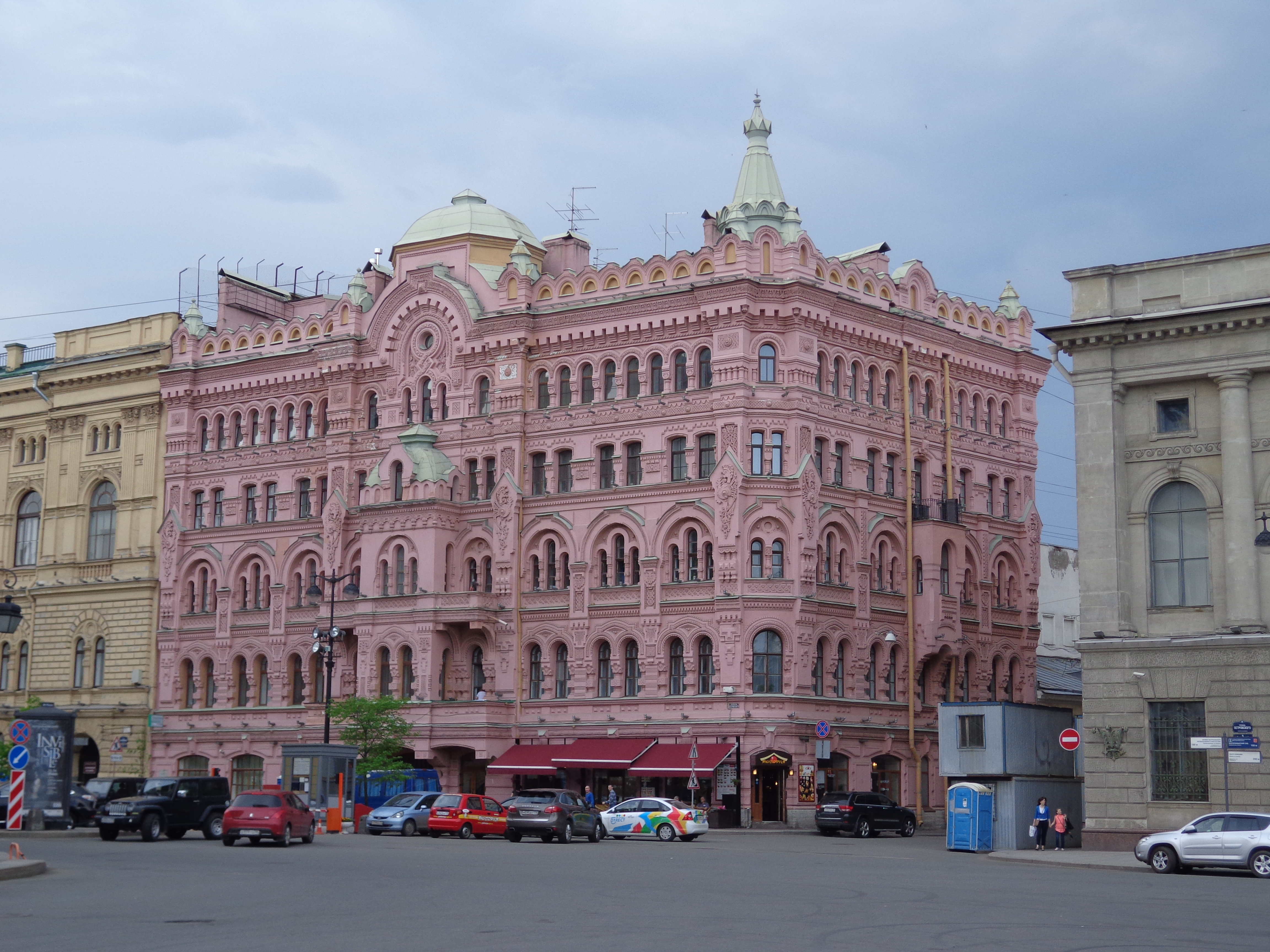
منزل الحوض، سانت بطرسبرغ
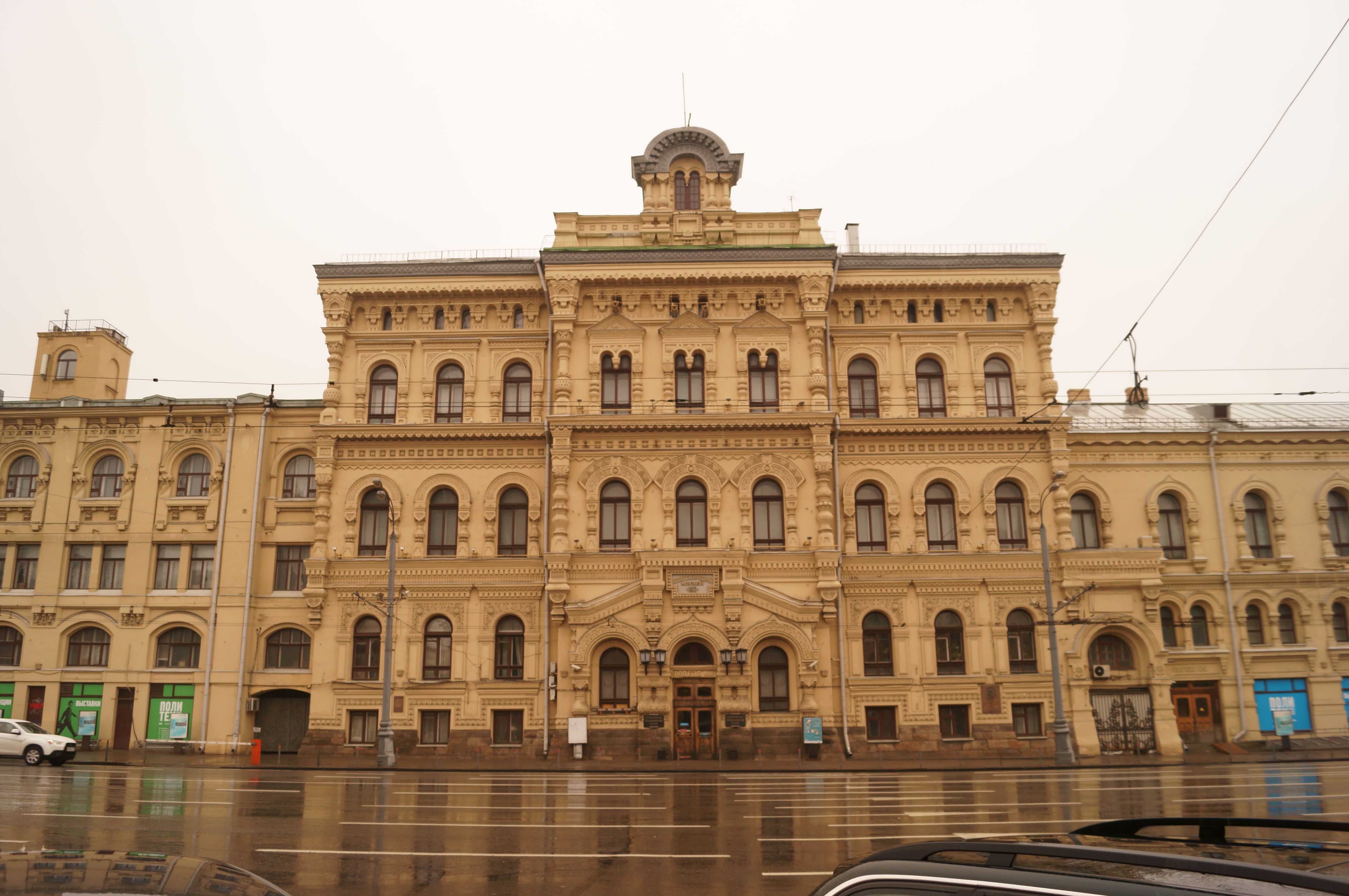
متحف البوليتكينيك
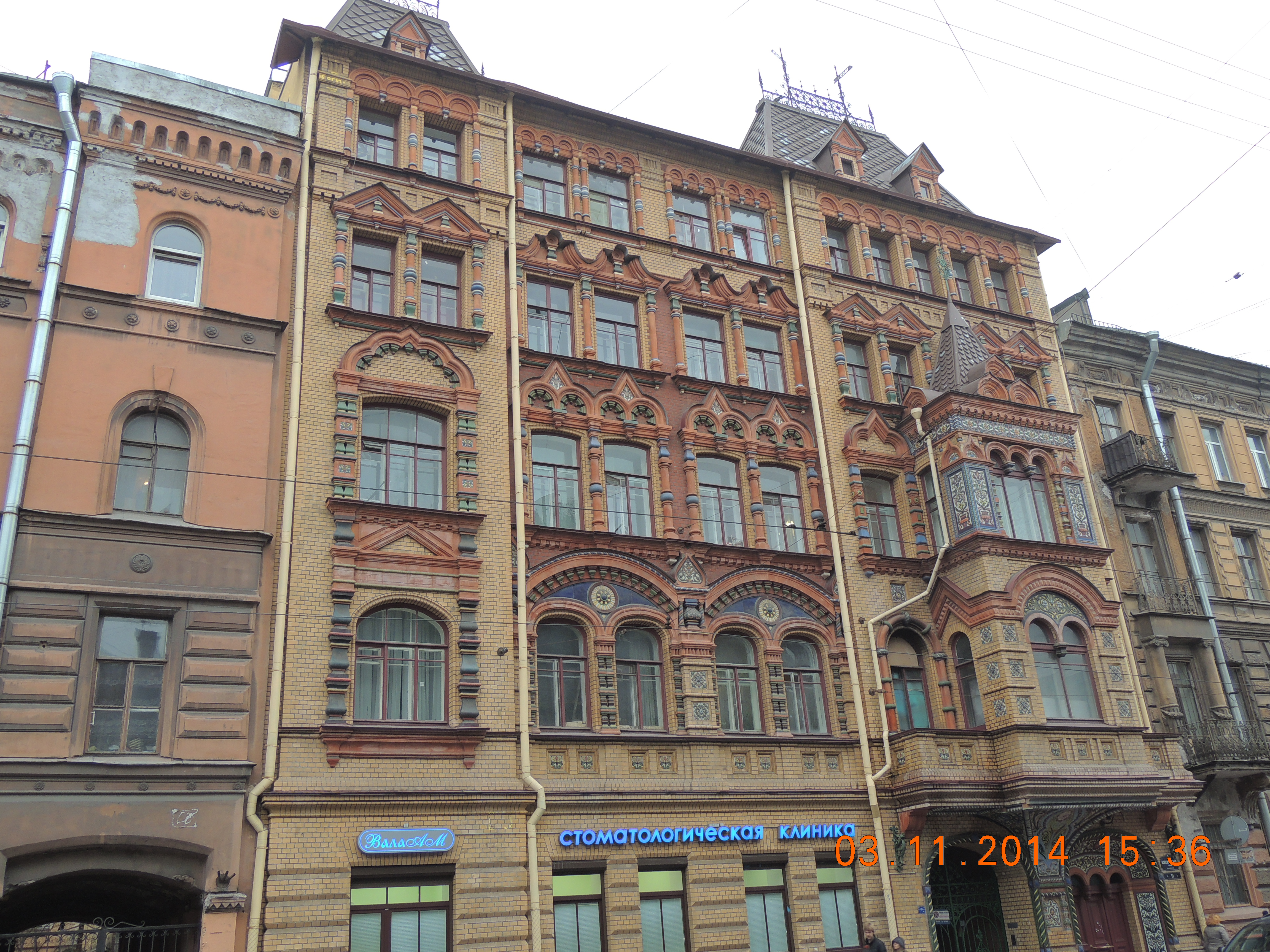
مبنى نيكونوف من سانت بطرسبرغ
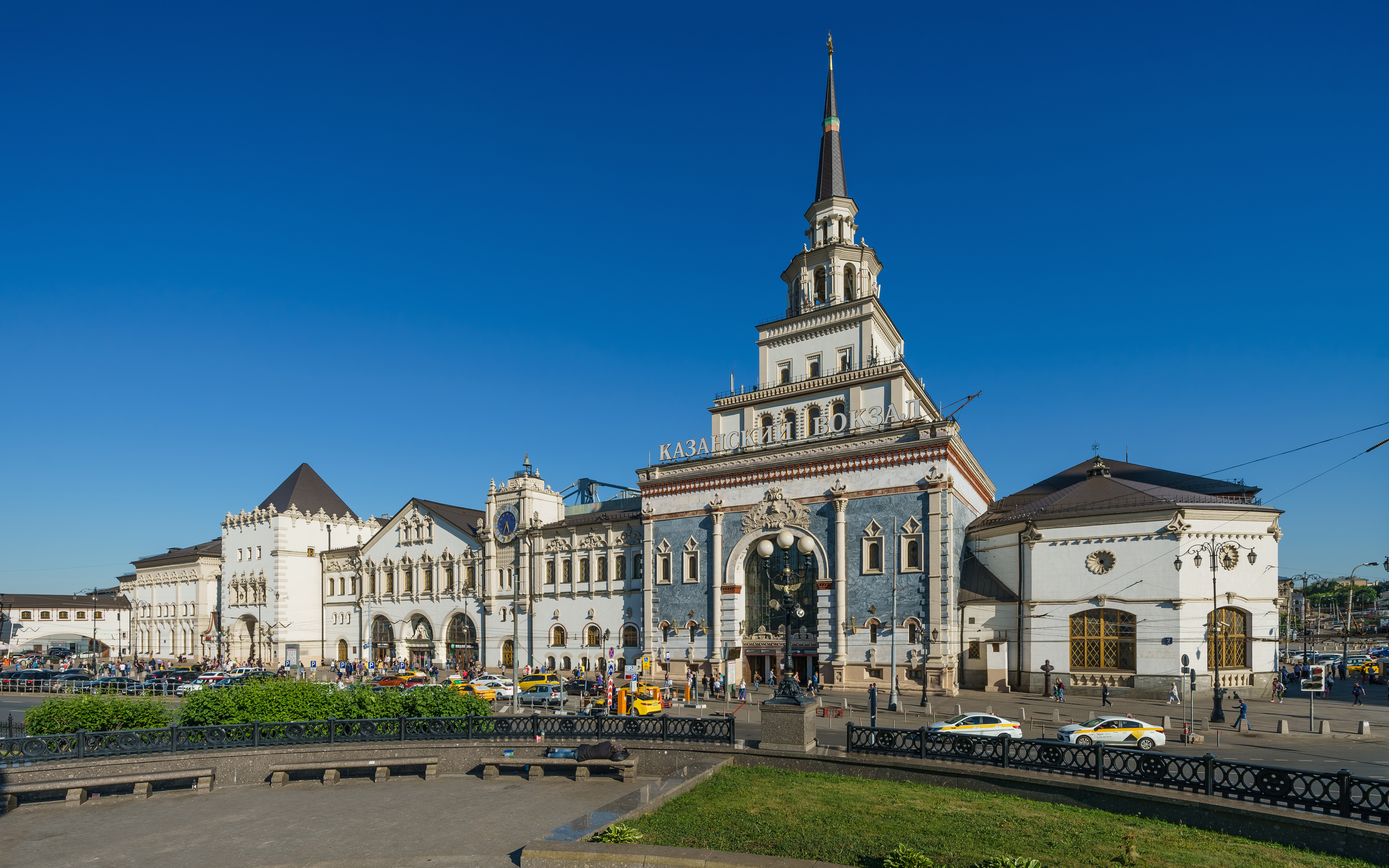
محطة سكة حديد موسكو كازانسكي
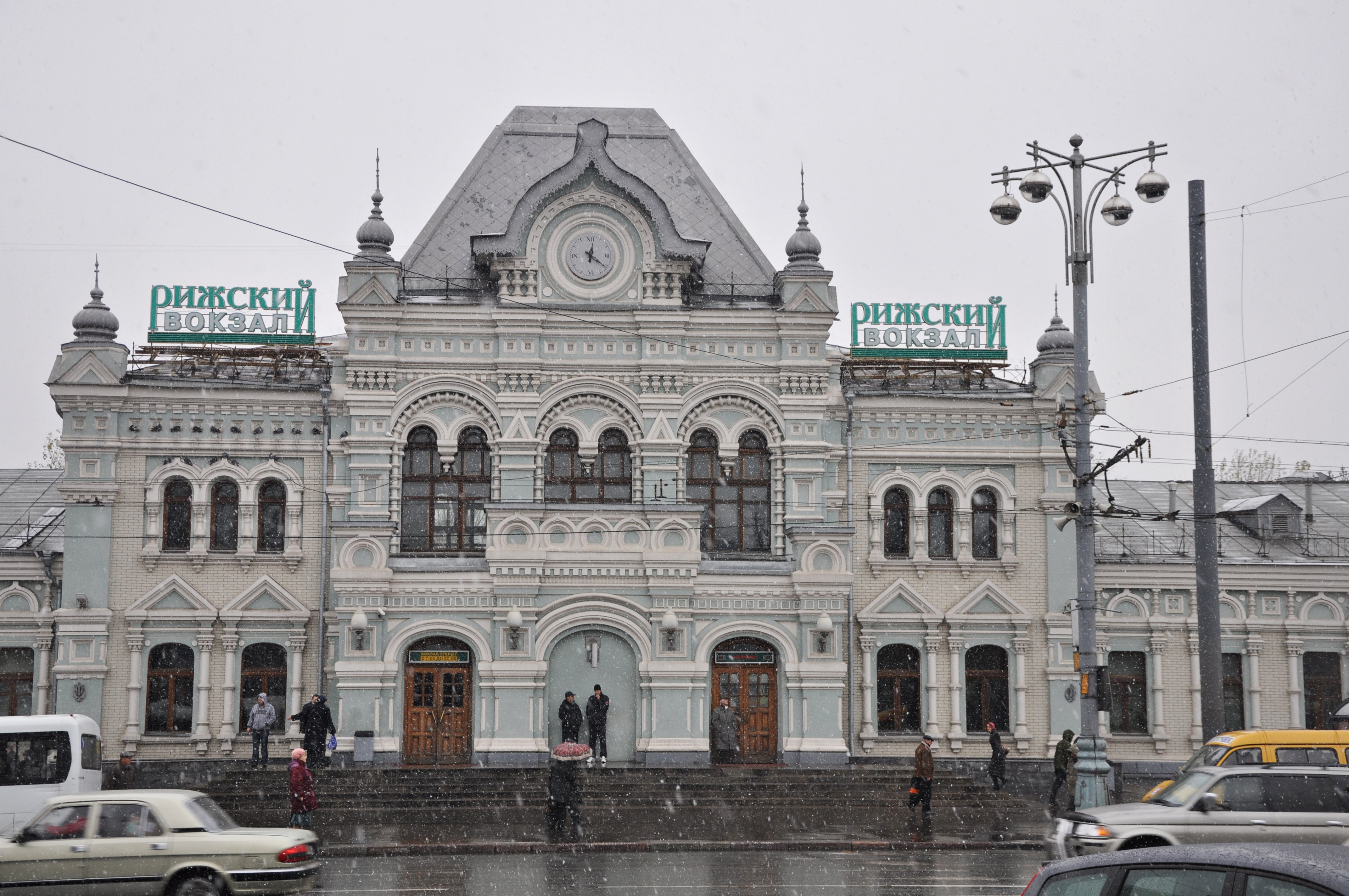
محطة ريزسكي
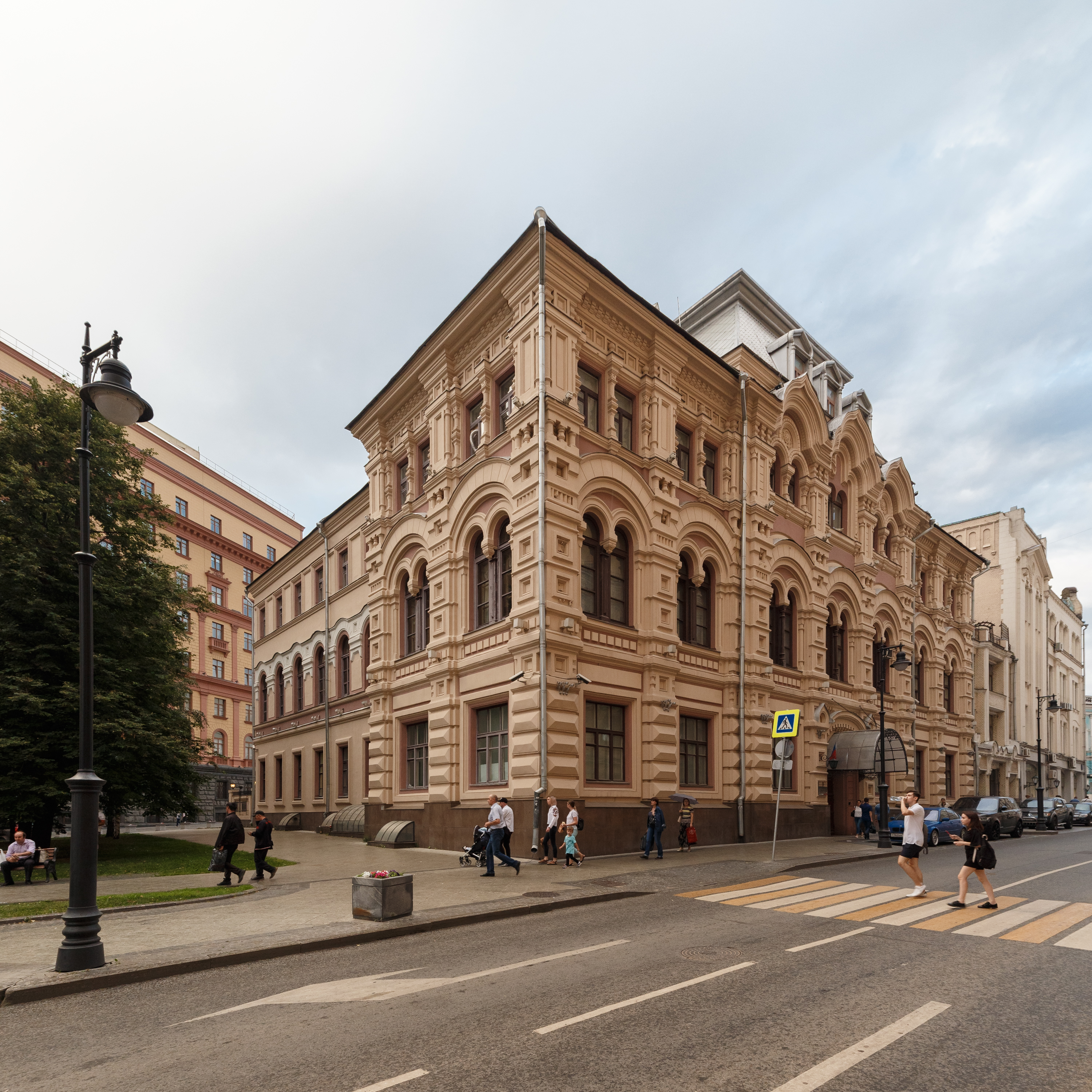
اتحاد موسكو الروحي (ru)
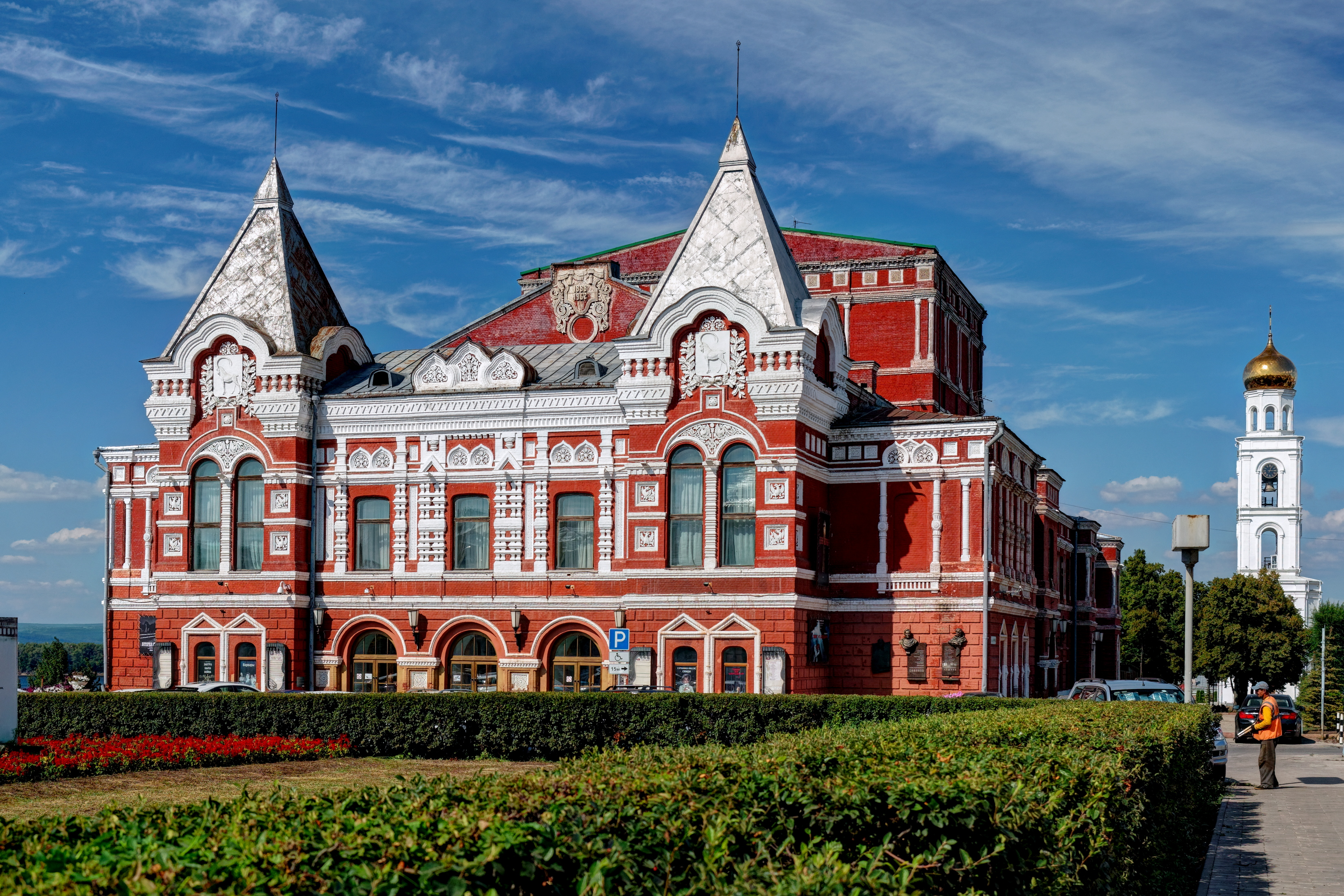
مسرح مكسيم جوركي سمارة الأكاديمي الدرامي (ru)
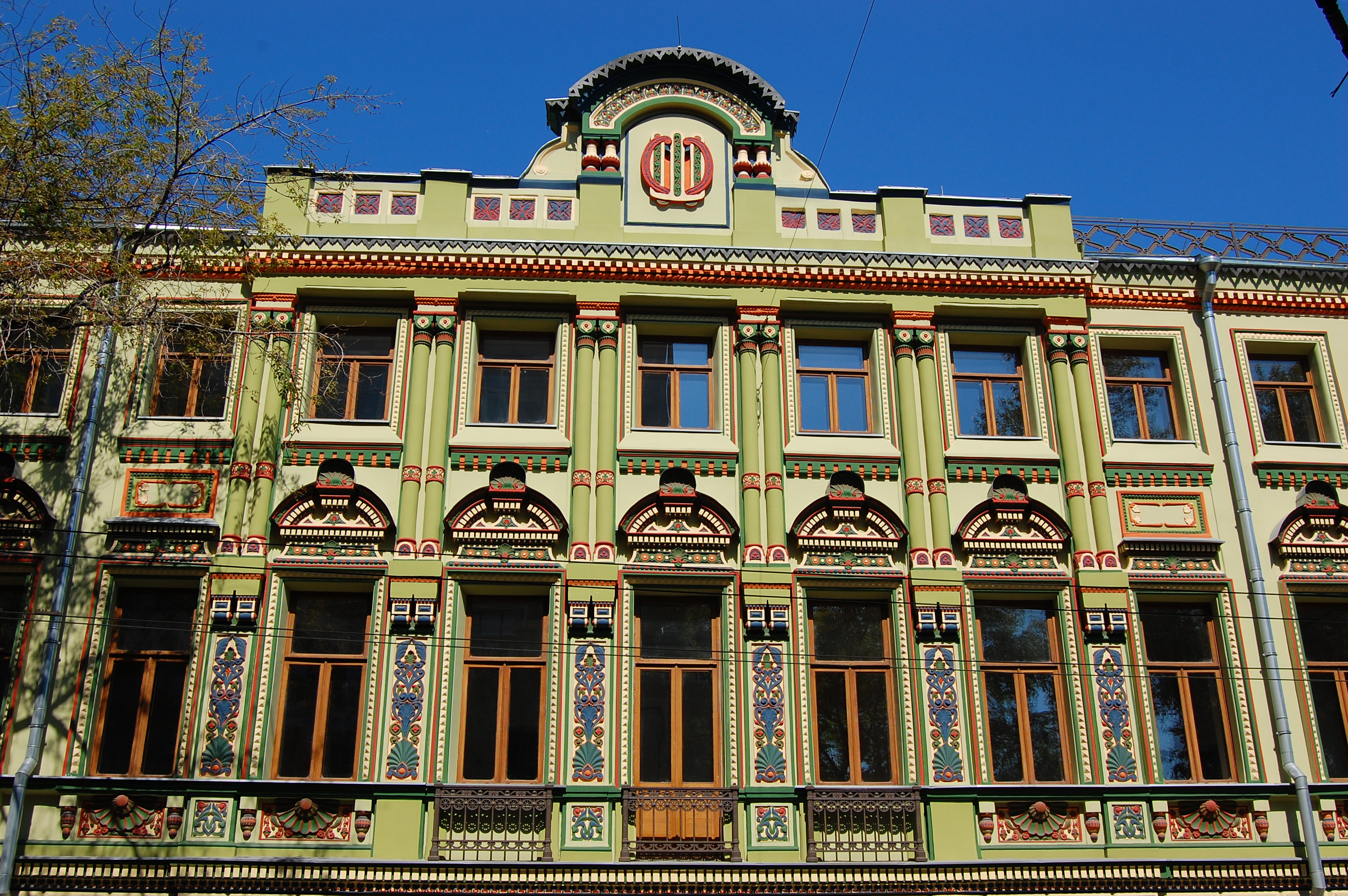
Shibaevs’ estate (ru)
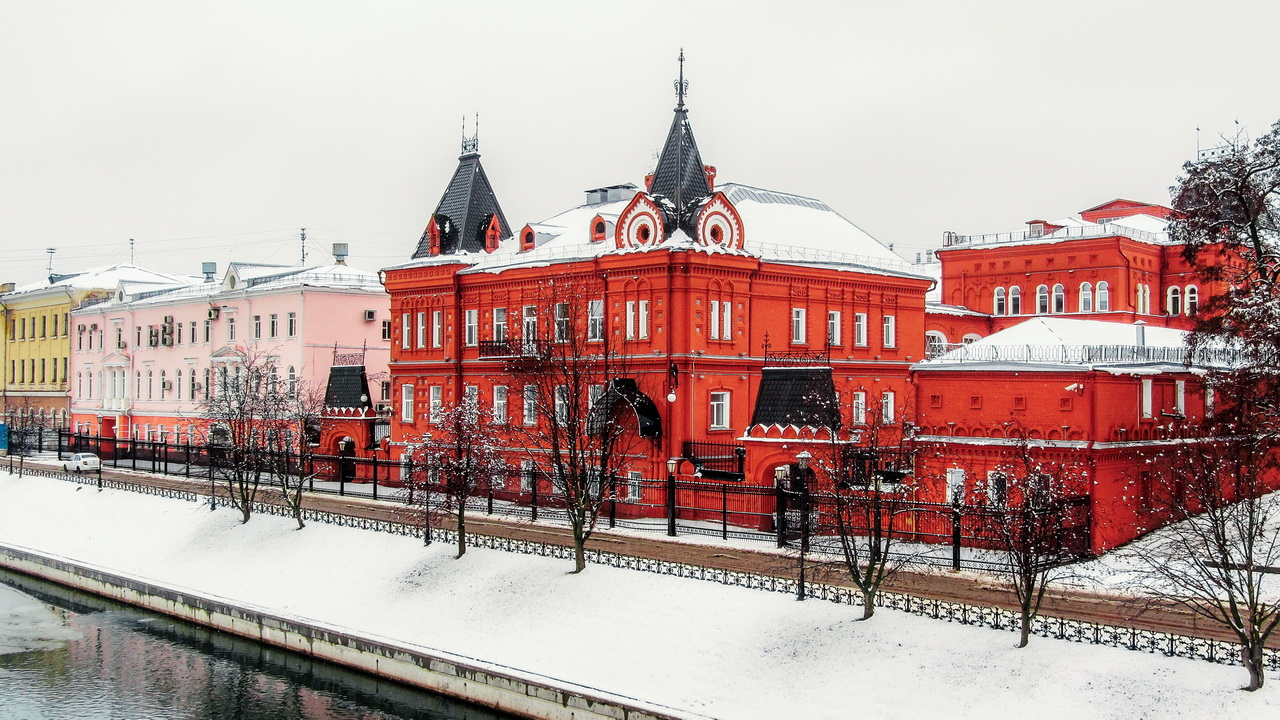
فرع البنك المركزي، أوريول
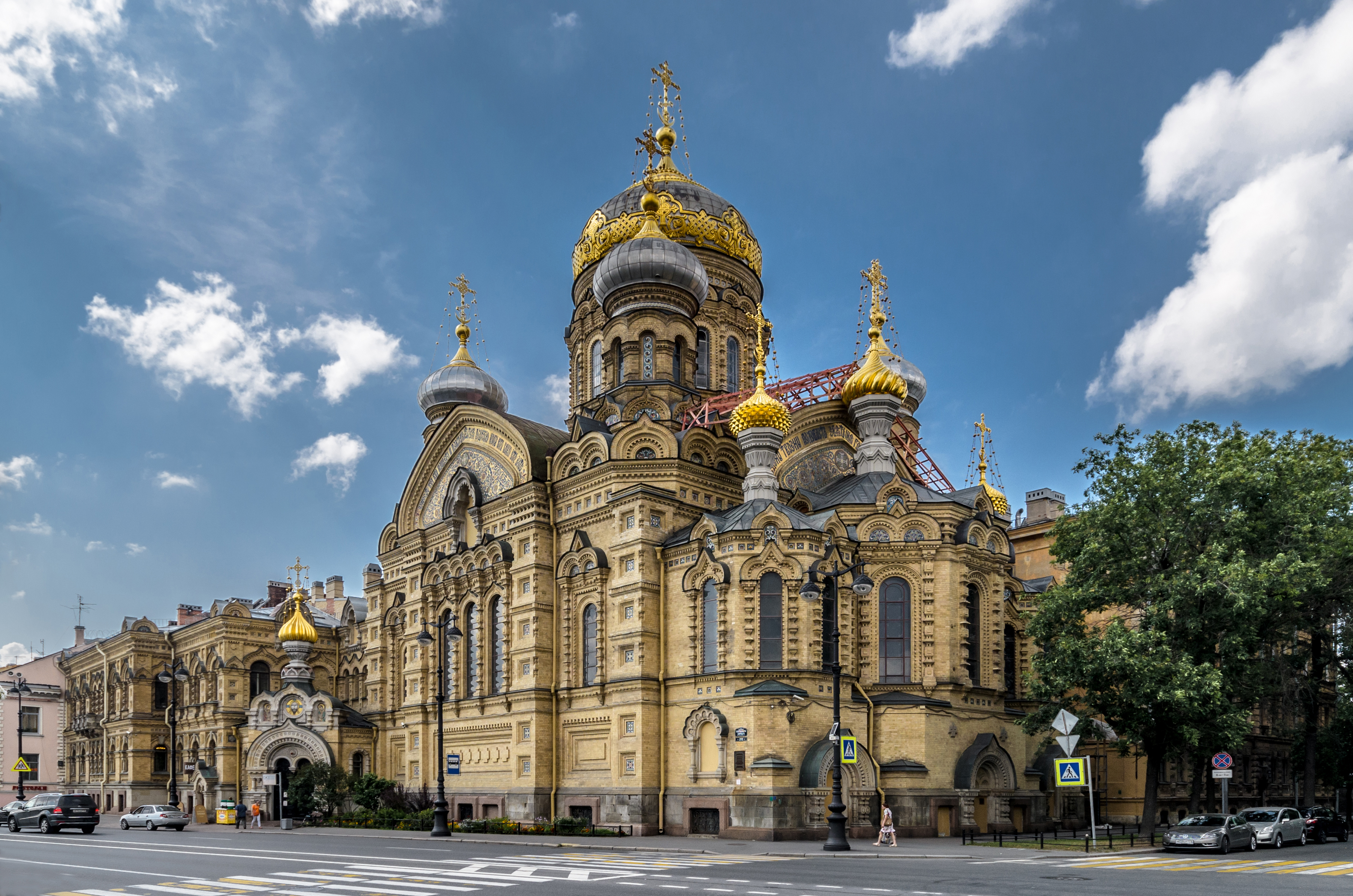
كنيسة الافتراض (سانت بطرسبرغ) (ru; Church of the Assumption), سانت بطرسبرغ
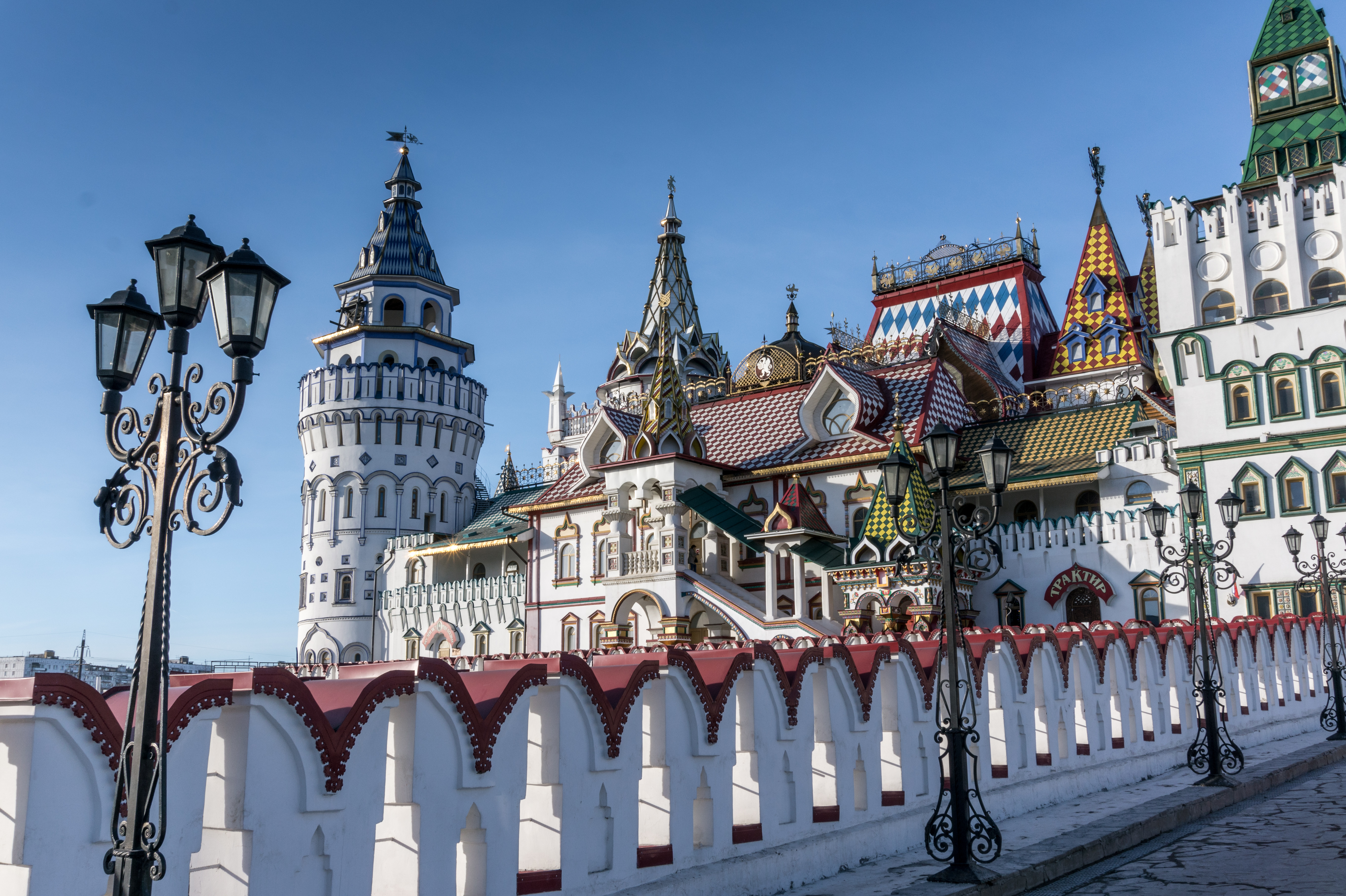
إزميلوفسكي الكرملين (ru)
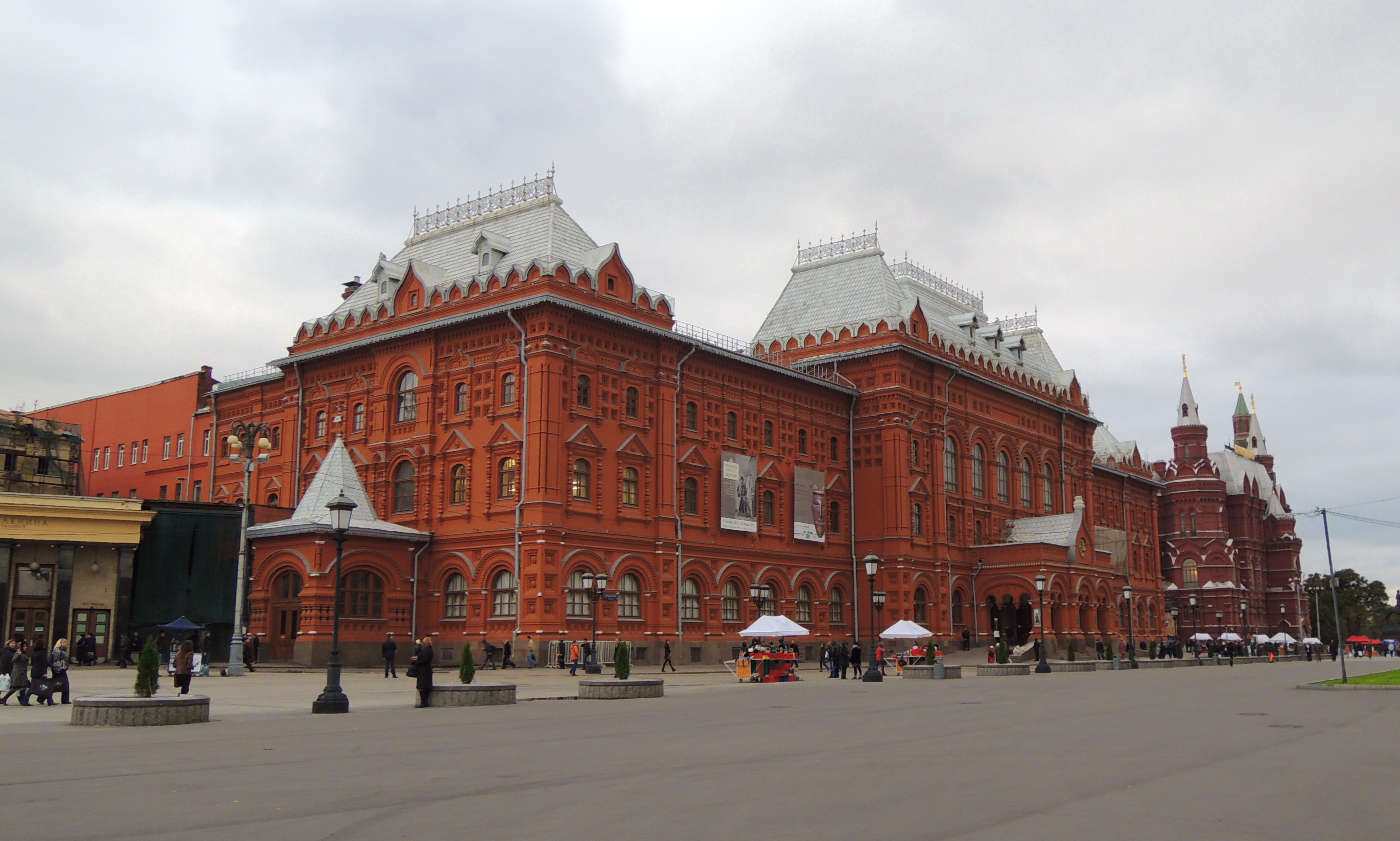
موسكو دوما سيتي
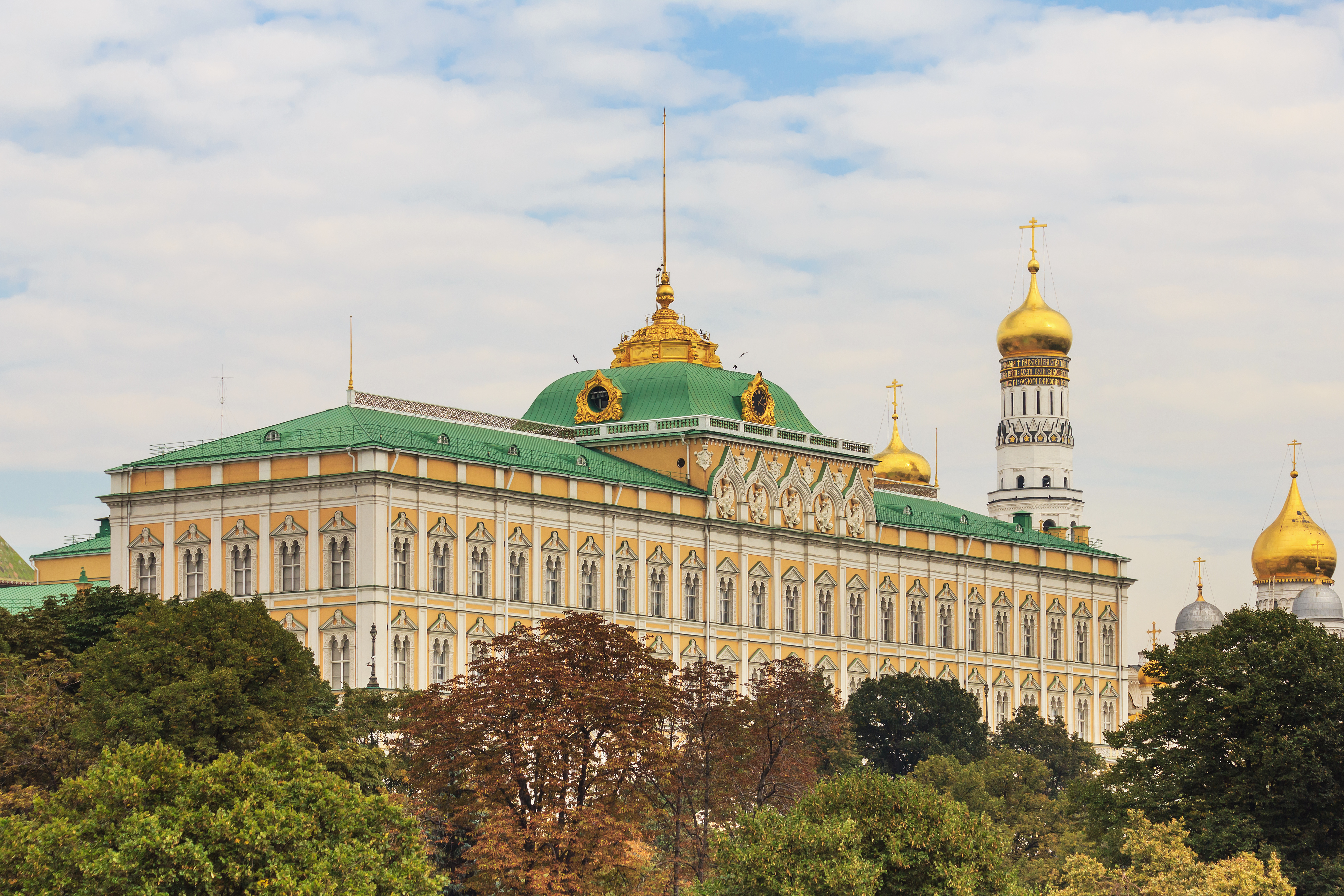
قصر الكرملين الكبير
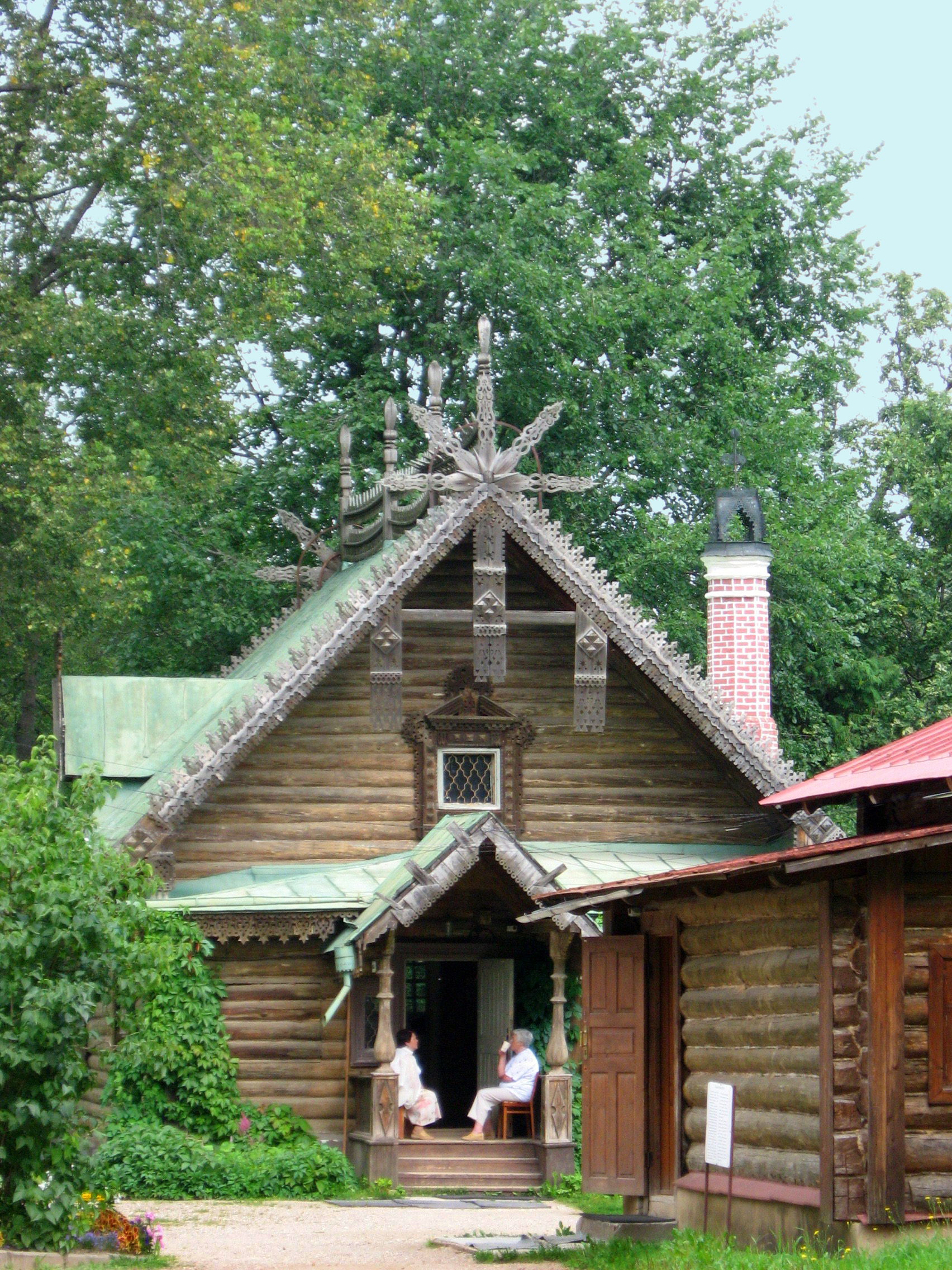
مستعمرة أبرامتسيفو
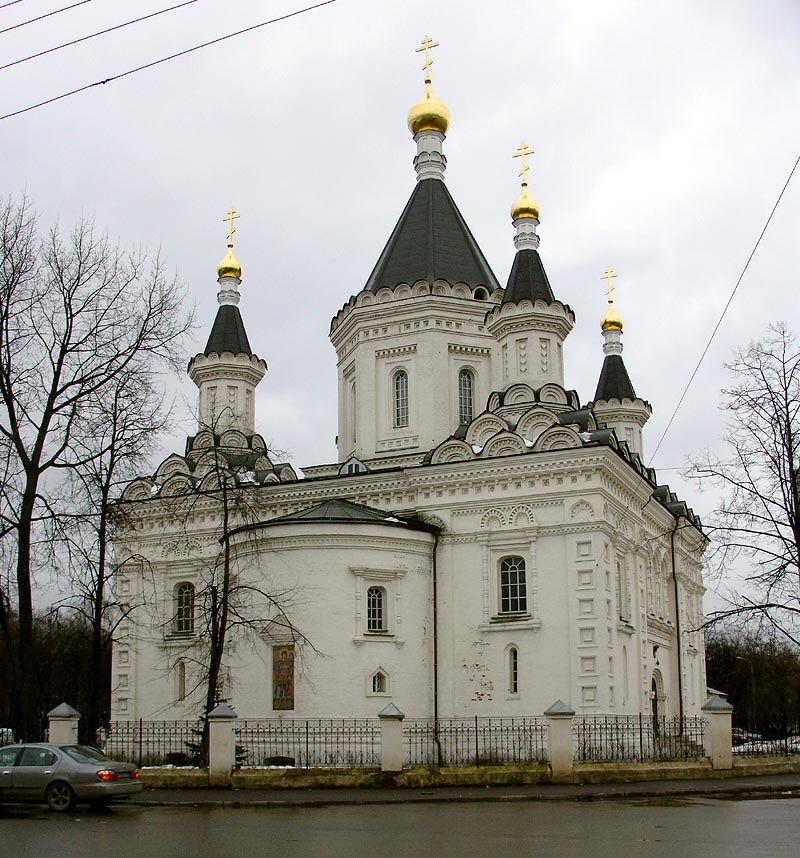
كنيسة رئيس الملائكة ميخائيل
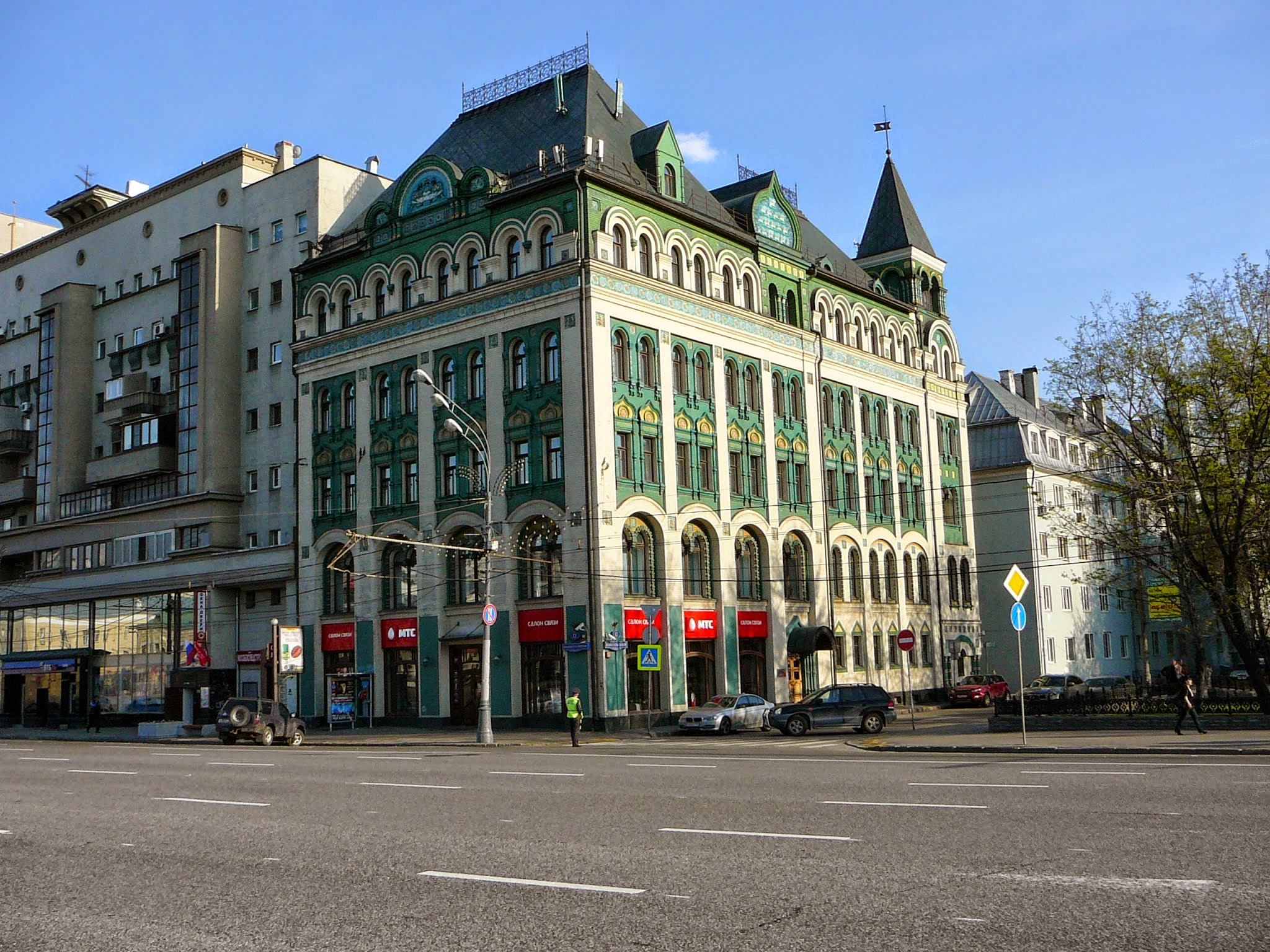
منزل ميازاروفا غوتمان (ru)
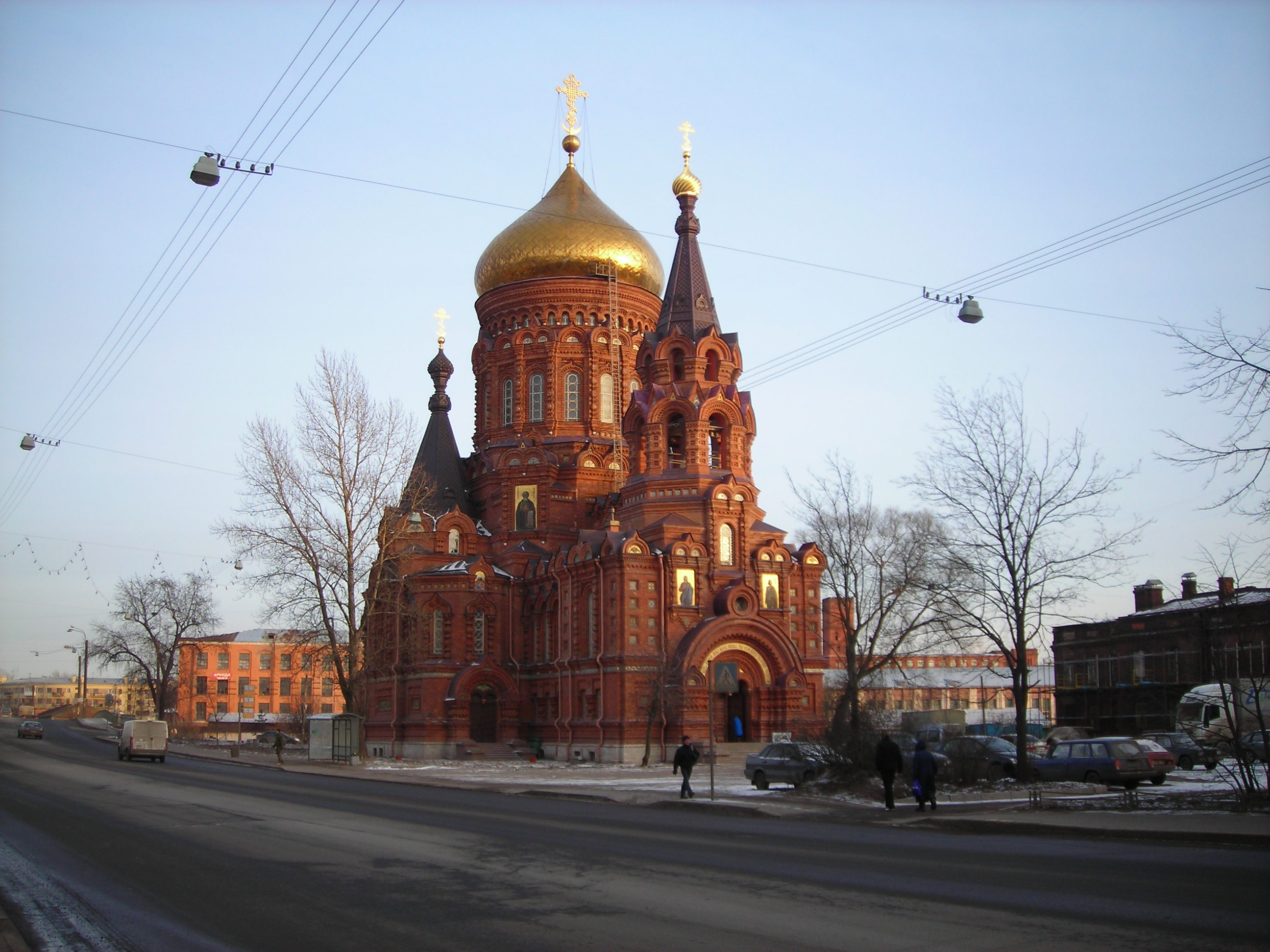
كنيسة عيد الغطاس
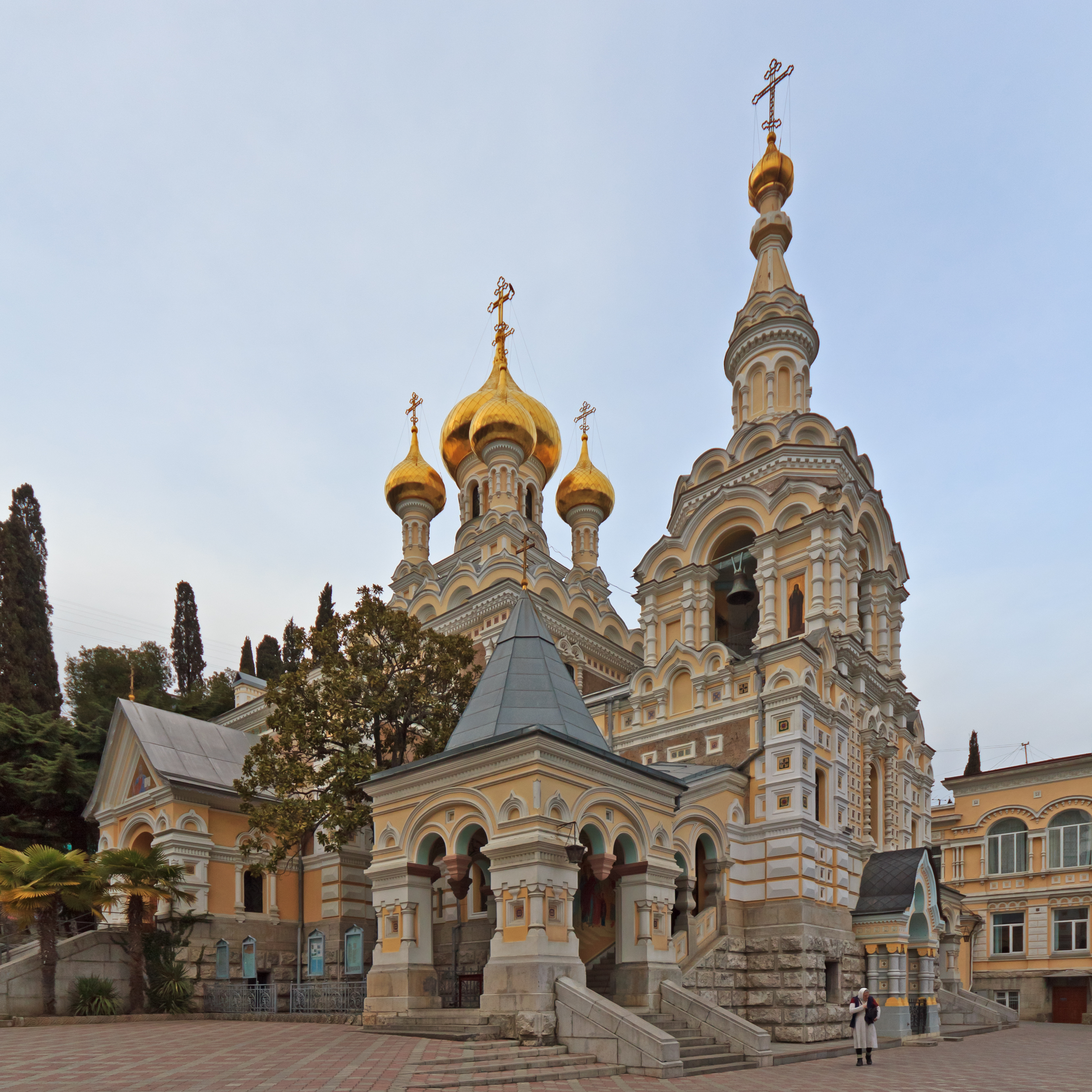
كاتدرائية ألكسندر نيفسكي، يالطا
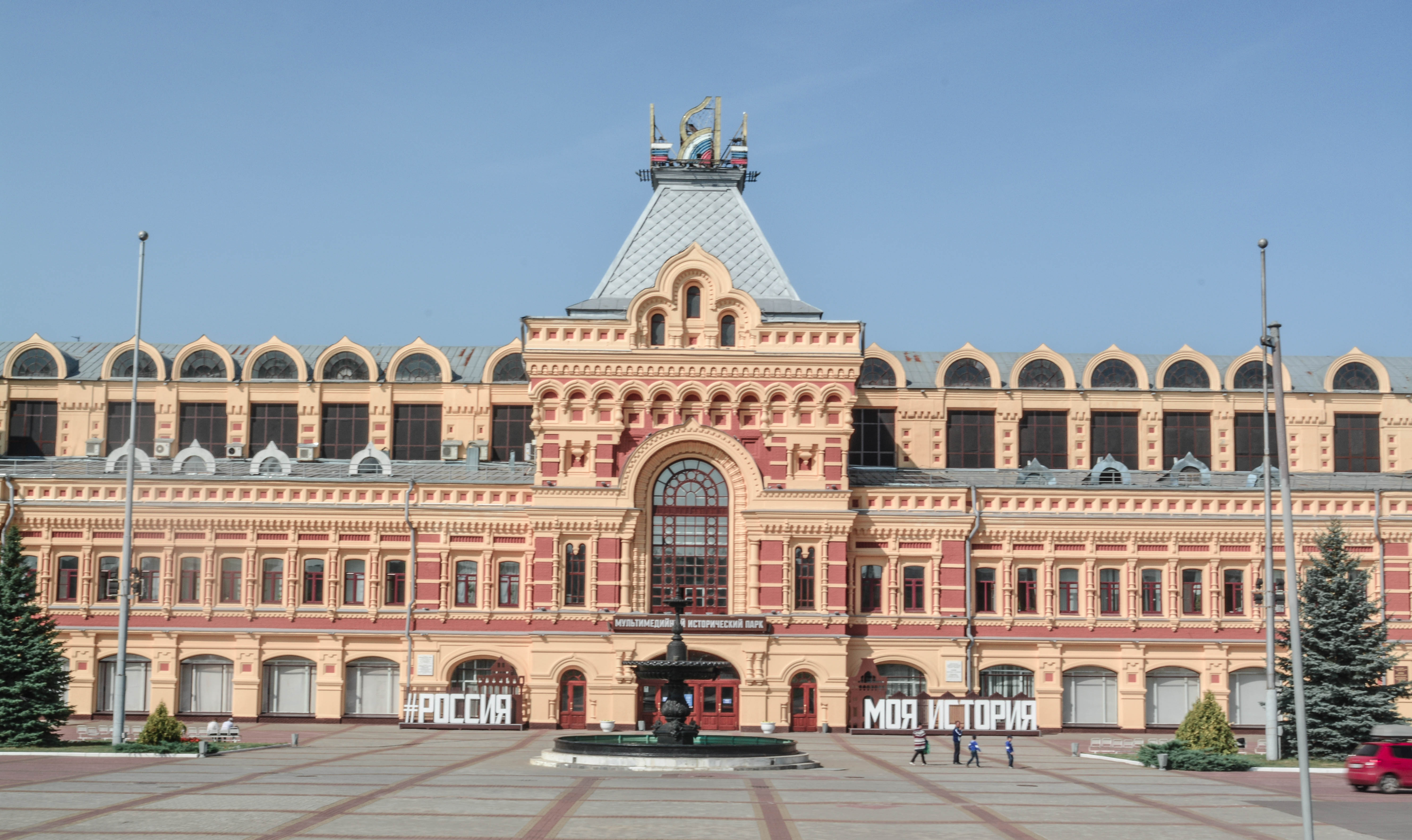
معرض نيجني نوفغورود
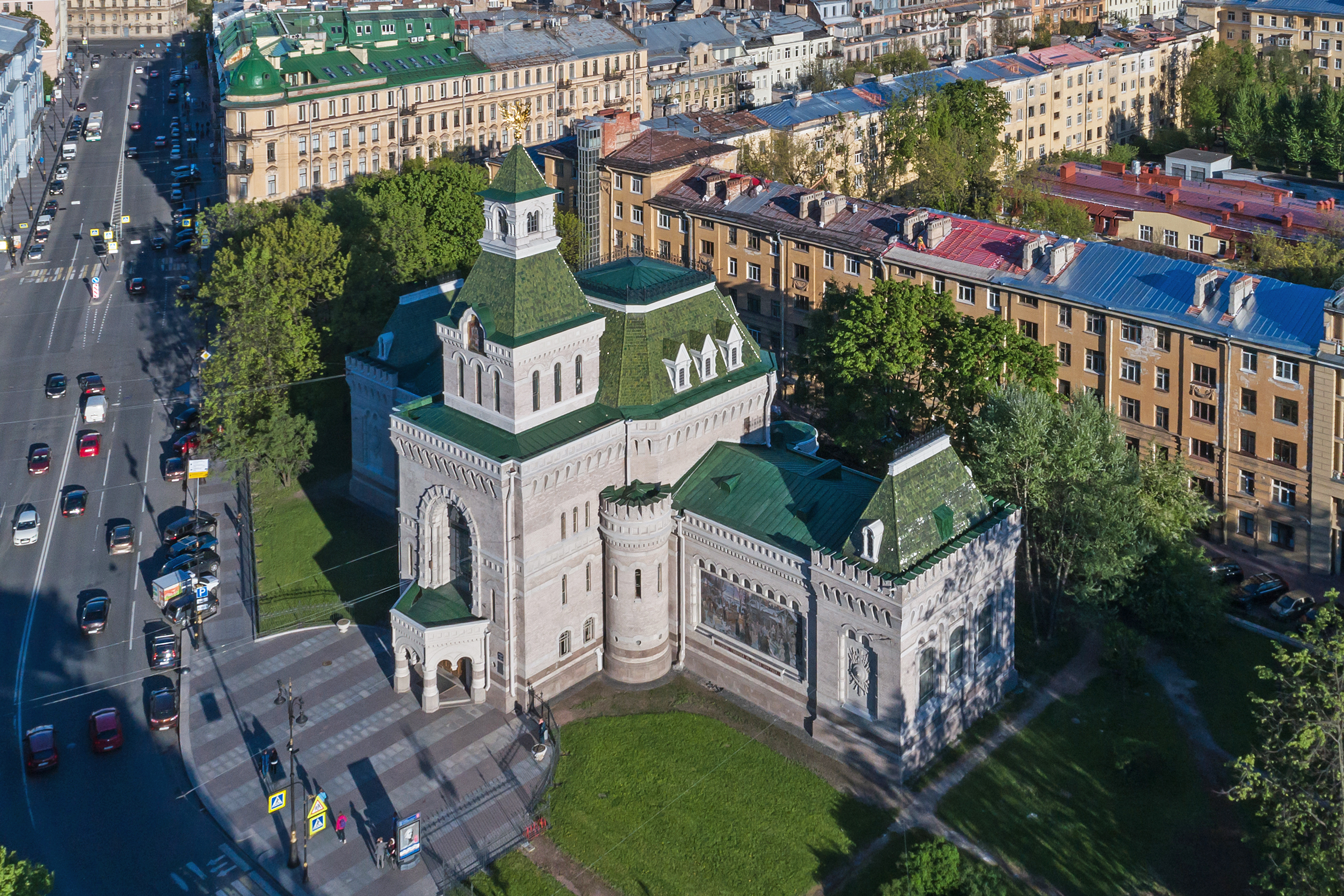
متحف سوفوروف
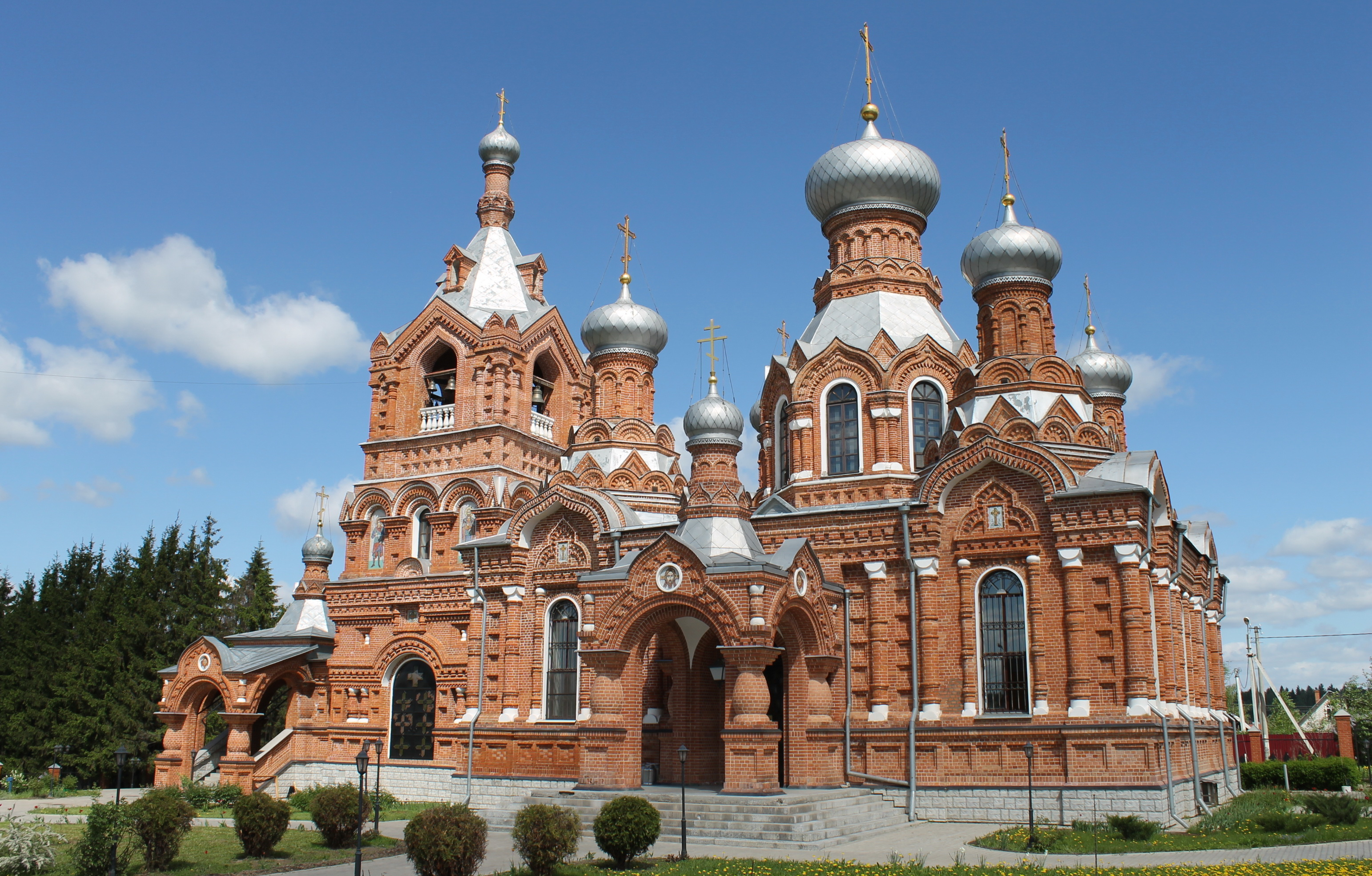
كنيسة الصليب المقدس في دارنا (ru)
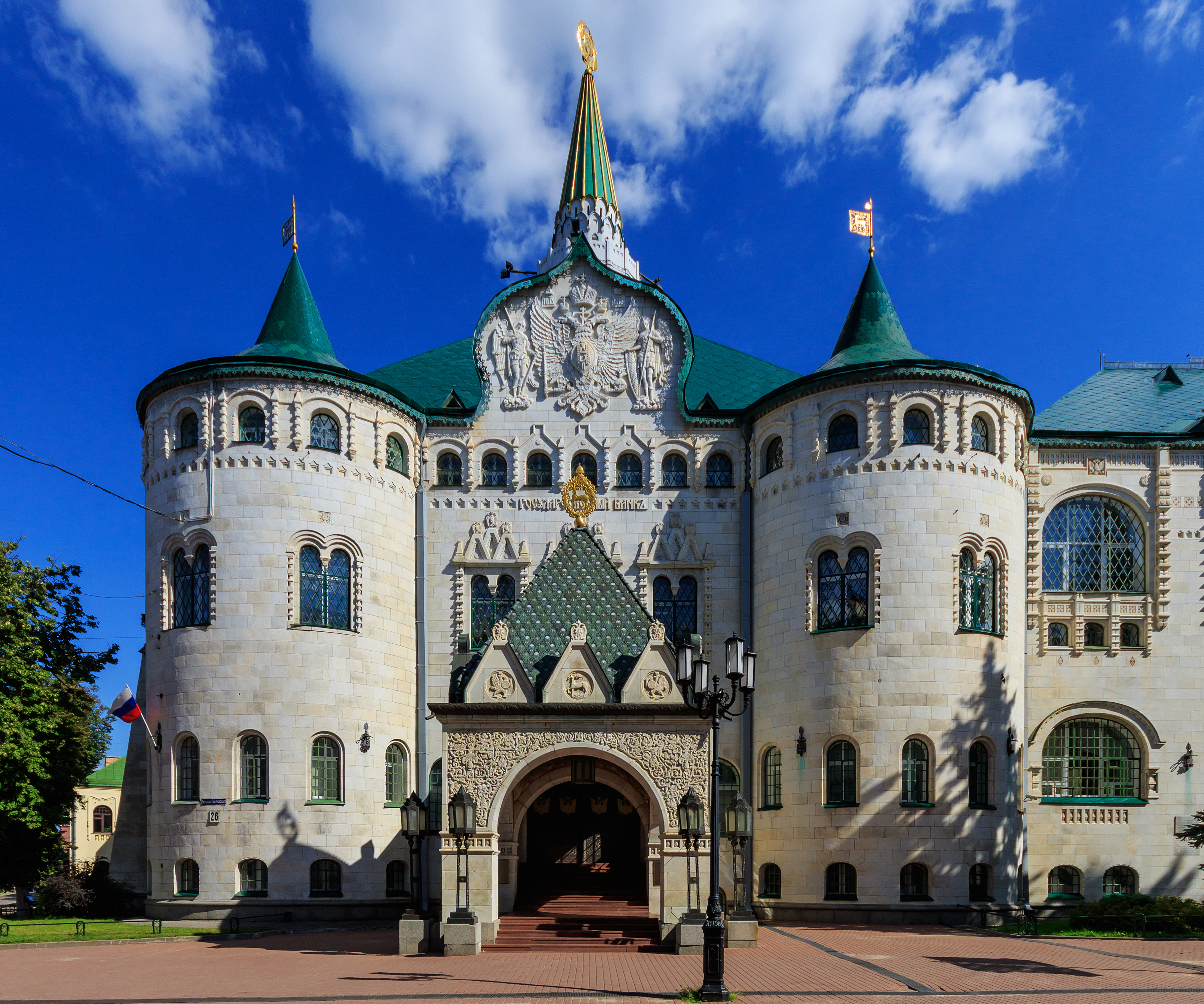
المكتب الرئيسي لبنك الدولة الروسية في نيجني نوفغورود
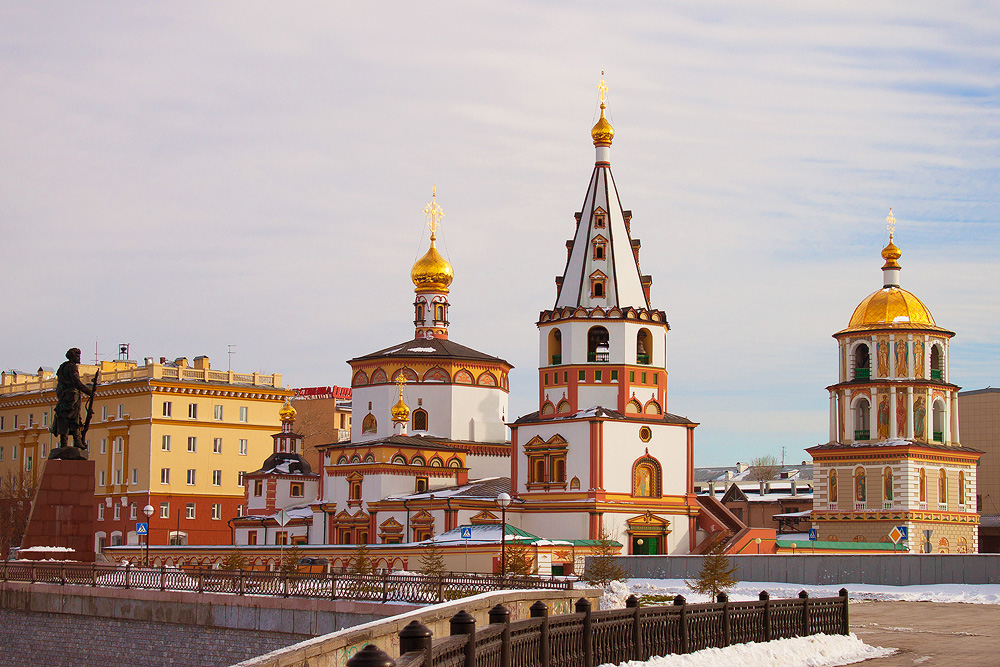
كاتدرائية عيد الغطاس (1718)، إيركوتسك
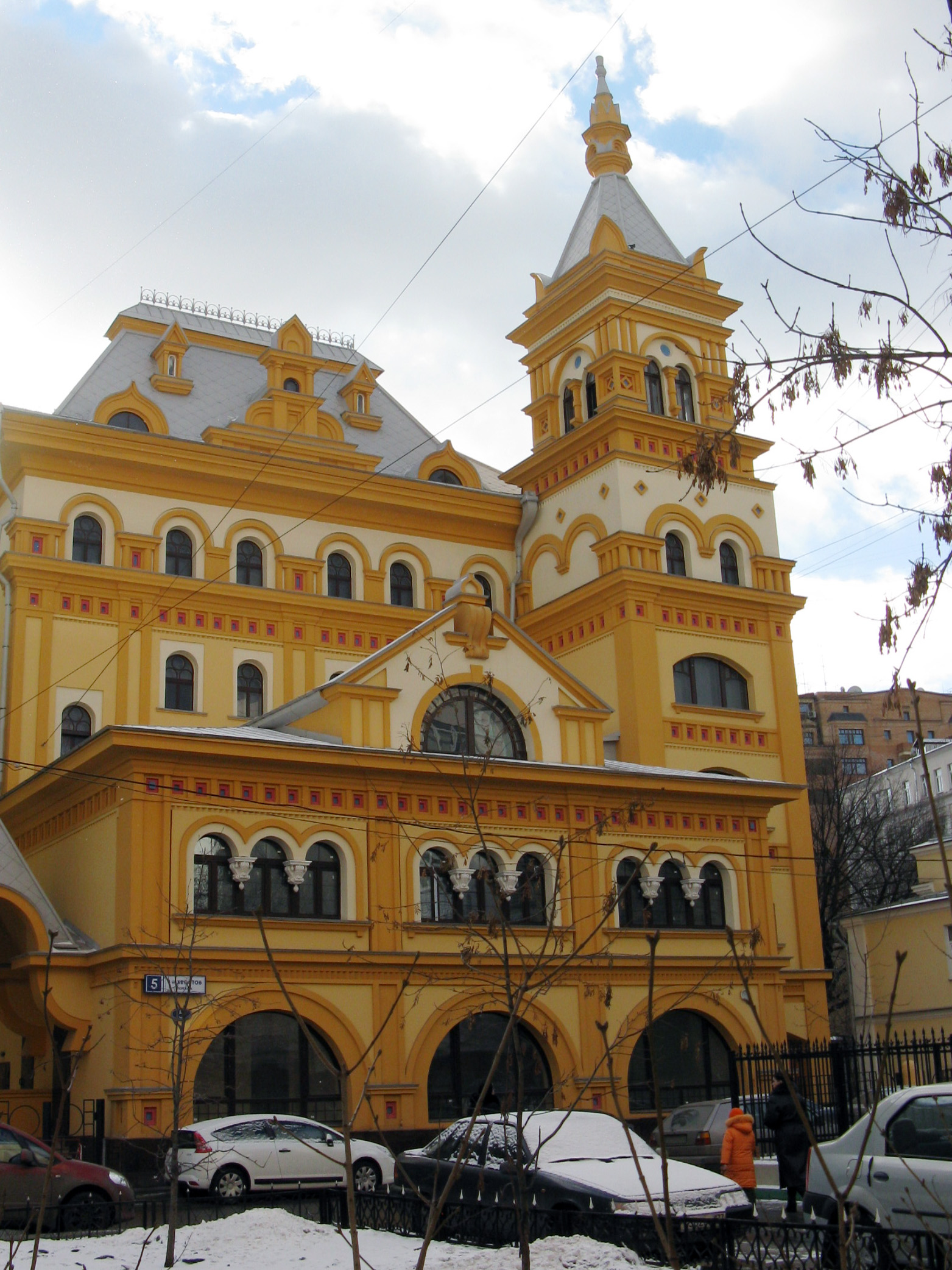
البيت الحديث "Теремок" في موسكو
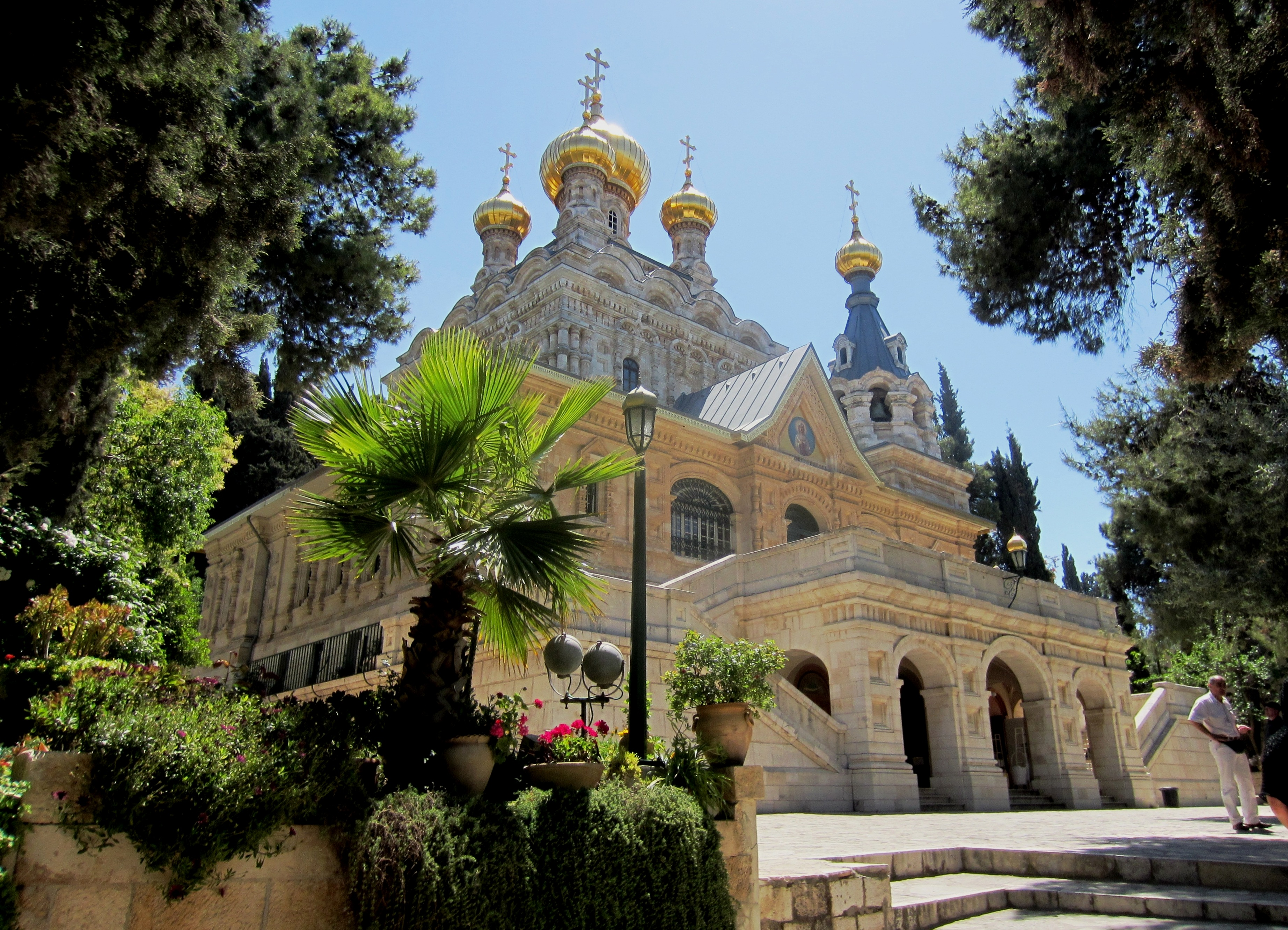
كنيسة مريم المجدلية
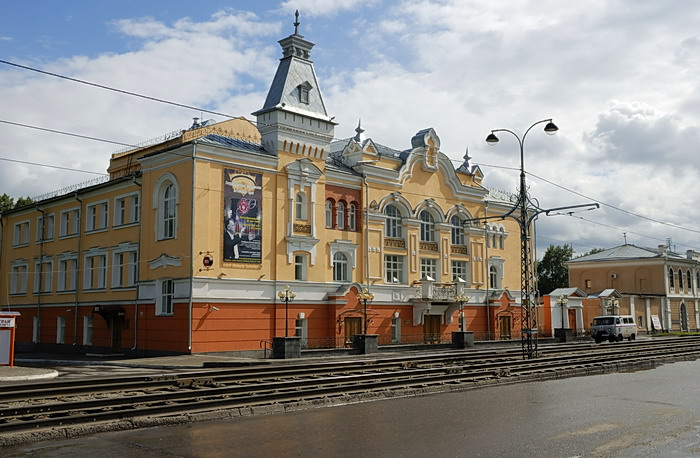
مبنى فيلهارمونيك
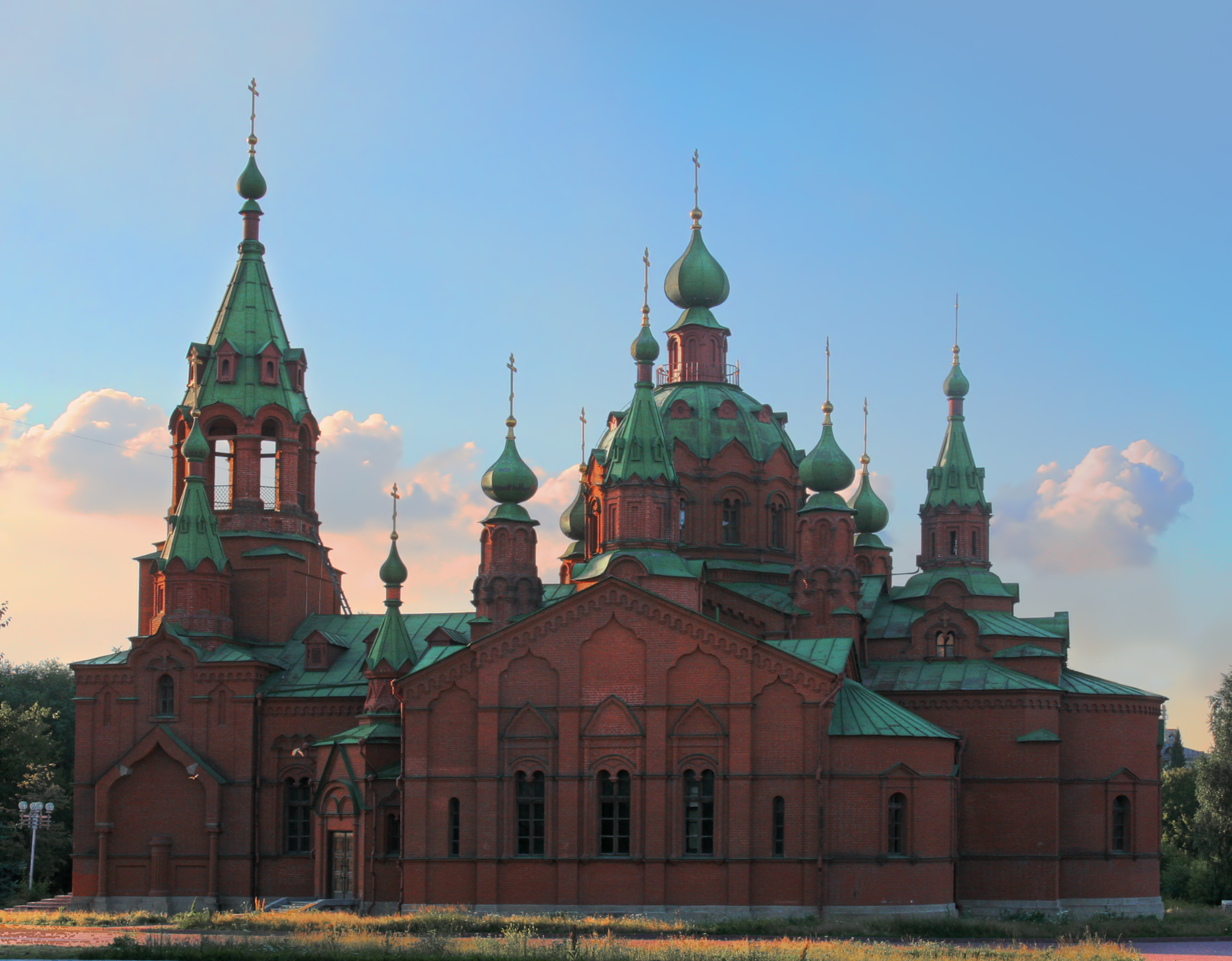
كنيسة الكسندر نيفسكي، تشيليابينسك
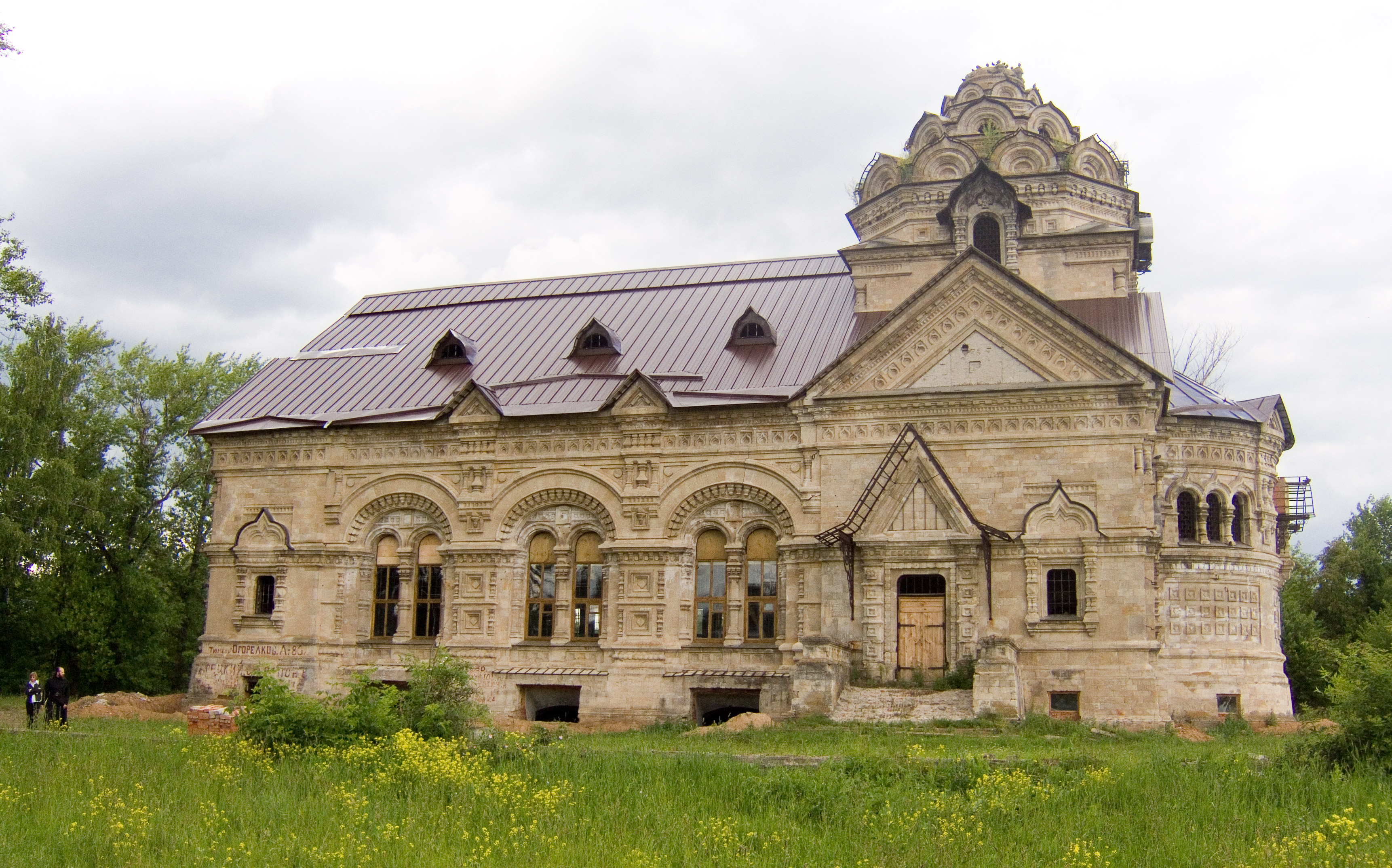
معبد ديمتريوس ثيسالونيكي
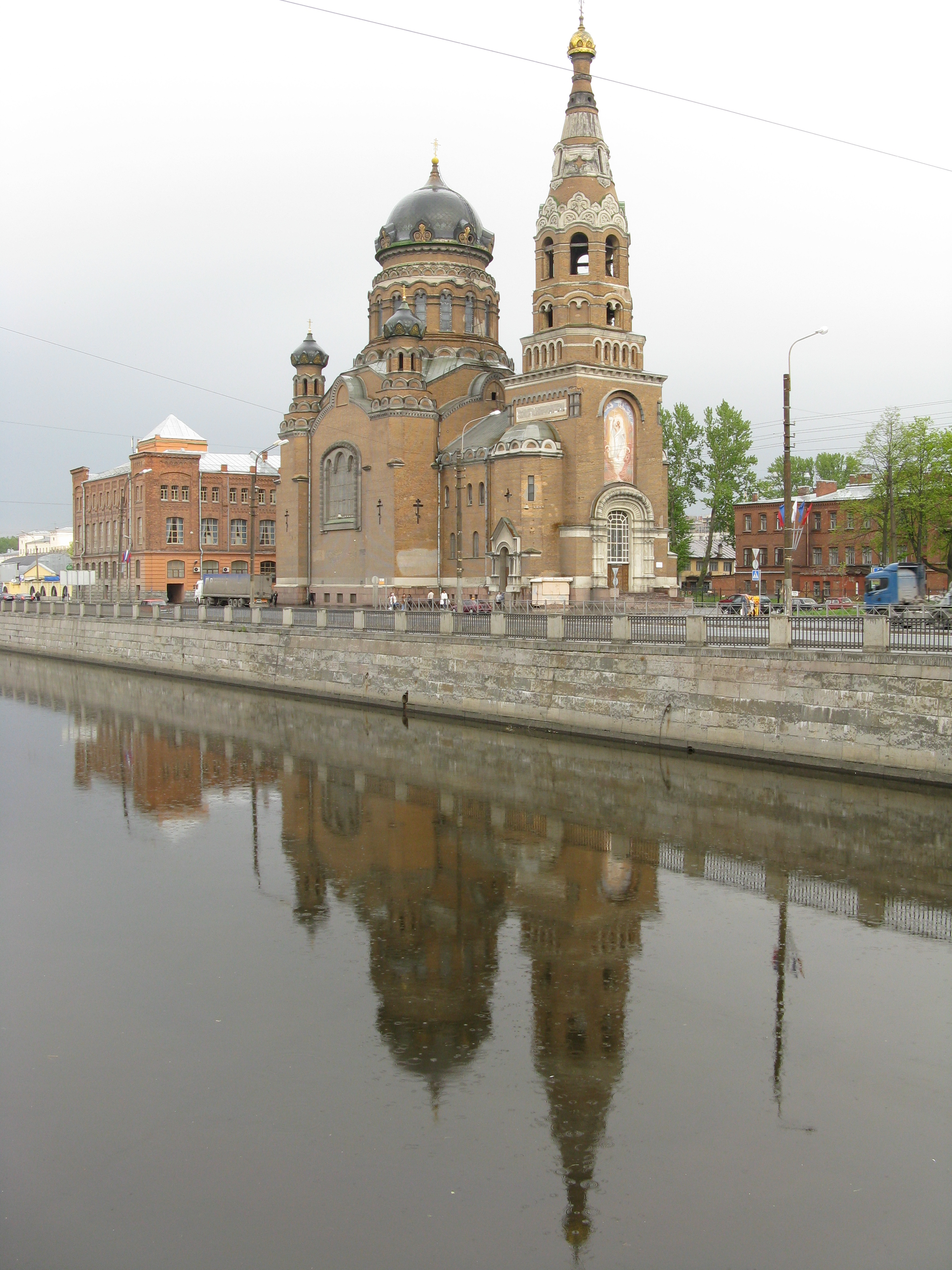
كنيسة قيامة المسيح

## أمثلة

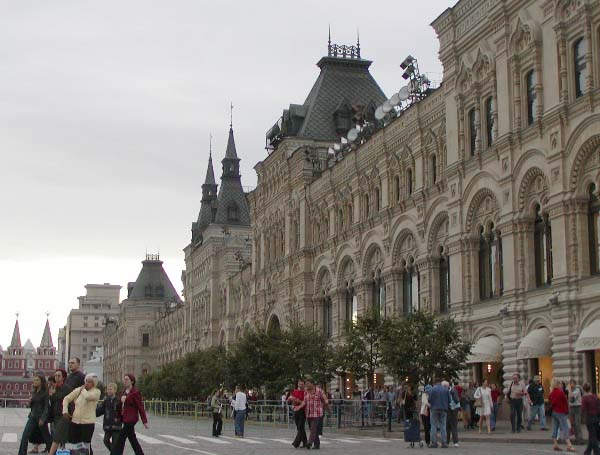
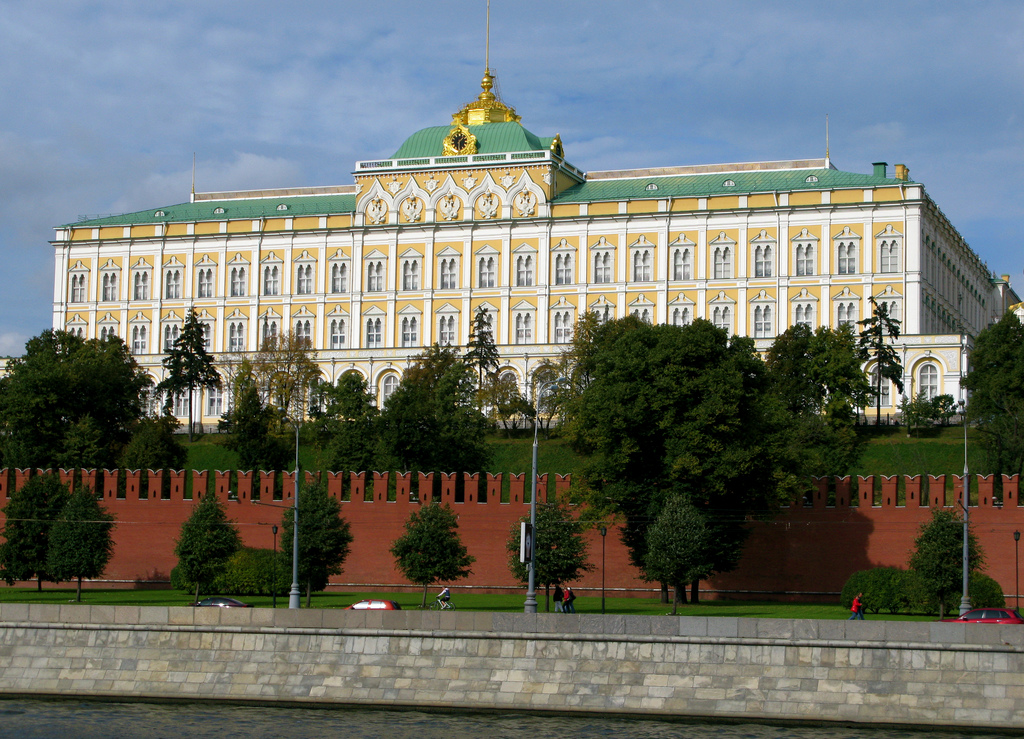
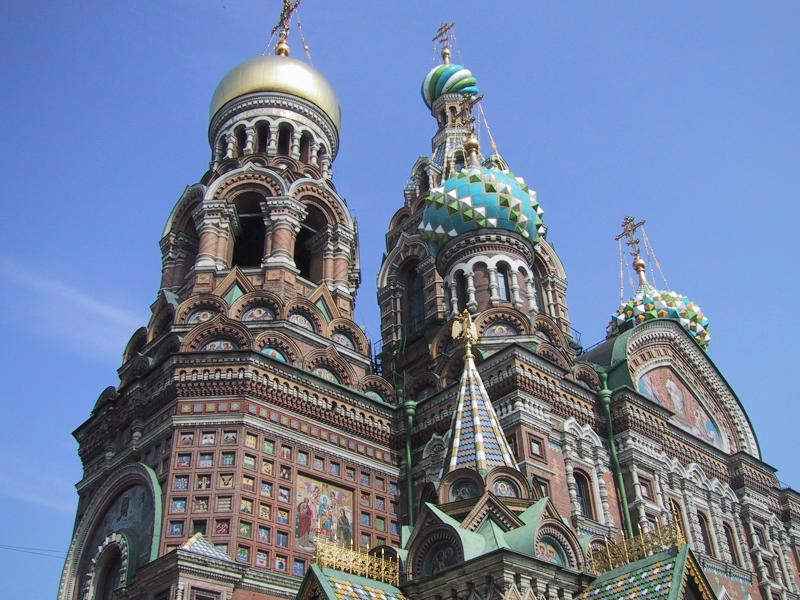